# Распятие (картина Ге, 1892)
«Распя́тие» — незавершённая картина русского художника Николая Ге. Она была создана в 1892 году и является отвергнутым автором вариантом считающейся в настоящее время утраченной картины «Распятие» 1894 года.
На публичное экспонирование на территории Российской империи полотна «Распятие» 1892 года, как и на демонстрацию на выставках окончательного варианта картины, был наложен запрет. Попытки представить его на временной выставке в Третьяковской галерее, где оно хранилось некоторое время, не увенчались успехом. «Распятие» было вывезено в 1900 году сыном художника Николаем Ге (младшим), эмигрировавшим из Российской империи, в Швейцарию. За XX век картина успела побывать в парижском Музее в Люксембургском саду, в церкви Святого Петра города Шоле в регионе Вандея, а также в Музее истории и искусств Шоле. В настоящее время полотно находится в коллекции и постоянной экспозиции Музея Орсе в Париже. В XX и в начале XXI века картина много раз демонстрировалась на французских национальных и международных выставках.
Советский искусствовед Элеонора Гомберг-Вержбинская писала в книге «Передвижники» (1970), что картина 1892 года в состоянии вызвать физиологический ужас от зрелища смерти. Она считала, что именно в этой картине Ге использовал свои ощущения от пребывания у постели умирающей жены. Художник разместил фигуры разбойников у самых краёв картины (они обрезаны, у одного вообще заметны только часть плеча и торса без головы), стремясь потрясти «экспрессией обнажённого замученного тела, запрокинутой головой, судорогой, исказившей лицо Христа». Фрагментарность боковых фигур создаёт также впечатление внезапности появления изображённой сцены перед зрителем. Тёмное пространство фона противопоставлено ярко освещённой почве и крестам. Это создаёт внутреннюю динамику образов и делает картину «почти кричаще-напряжённой».

## Изображение на полотне

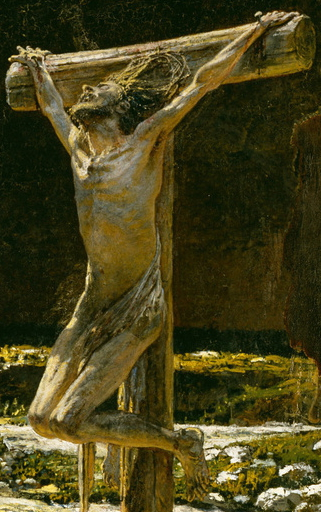
Николай Ге. Распятие, 1892. Фигура Христа

«Распятие» — наименование полотна в советской и российской дореволюционной и современной искусствоведческой литературе, во французской за ним закрепились сразу три названия: «Golgotha» (с фр. — «Голгофа»), «Le Calvaire» (с фр. — «Кальвария», обычно используется как синоним Голгофы), и «Crucifixion» (с фр. — «Распятие»). Это — незавершённая картина Николая Ге. Создана она в 1892 году и является отвергнутым автором вариантом считающейся в настоящее время утраченной картины «Распятие» 1894 года.
В основе сюжета картины лежит новозаветное повествование о земной смерти Христа:

И когда пришли на место, называемое Лобное, там распяли Его и злодеев, одного по правую, а другого по левую сторону. Иисус же говорил: Отче! прости им, ибо не знают, что делают. И делили одежды Его, бросая жребий. И стоял народ и смотрел. Насмехались же вместе с ними и начальники, говоря: других спасал; пусть спасёт Себя Самого, если Он Христос, избранный Божий. Также и воины ругались над Ним, подходя и поднося Ему уксус и говоря: если Ты Царь Иудейский, спаси Себя Самого. И была над Ним надпись, написанная словами греческими, римскими и еврейскими: Сей есть Царь Иудейский. Один из повешенных злодеев злословил Его и говорил: если Ты Христос, спаси Себя и нас. Другой же, напротив, унимал его и говорил: или ты не боишься Бога, когда и сам осуждён на то же? и мы [осуждены] справедливо, потому что достойное по делам нашим приняли, а Он ничего худого не сделал. И сказал Иисусу: помяни меня, Господи, когда приидешь в Царствие Твоё! И сказал ему Иисус: истинно говорю тебе, ныне же будешь со Мною в раю.
* Евангелие от Луки (на койне), 23:33—43
καὶ ὅτε ἦλθον ἐπι τὸν τόπον τὸν καλούμενον κρανίον ἐκεῖ ἐσταύρωσαν αὐτὸν καὶ τοὺς κακούργους ὃν μὲν ἐκ δεξιῶν ὃν δὲ ἐξ ἀριστερῶν ὁ δὲ Ἰησοῦς ἔλεγεν πάτερ ἄφες αὐτοῖς οὐ γὰρ οἴδασιν τί ποιοῦσιν διαμεριζόμενοι δὲ τὰ ἱμάτια αὐτοῦ ἔβαλον κλήρους καὶ εἱστήκει ὁ λαὸς θεωρῶν ἐξεμυκτήριζον δὲ καὶ οἱ ἄρχοντες λέγοντες ἄλλους ἔσωσεν σωσάτω ἑαυτόν εἰ οὗτός ἐστιν ὁ Χριστὸς τοῦ θεοῦ ὁ ἐκλεκτός ἐνέπαιξαν δὲ αὐτῷ καὶ οἱ στρατιῶται προσερχόμενοι ὄξος προσφέροντες αὐτῷ καὶ λέγοντες εἰ σὺ εἶ ὁ βασιλεὺς τῶν Ἰουδαίων σῶσον σεαυτόν ἦν δὲ καὶ ἐπιγραφὴ ἐπ᾿ αὐτῷ ὁ βασιλεὺς τῶν Ἰουδαίων οὗτος εἷς δὲ τῶν κρεμασθέντων κακούργων ἐβλασφήμει αὐτὸν λέγων οὐχὶ σὺ εἶ ὁ Χριστός σῶσον σεαυτὸν καὶ ἡμᾶς ἀποκριθεὶς δὲ ὁ ἕτερος ἐπιτιμῶν αὐτῷ ἔφη οὐδὲ φοβῇ σὺ τὸν θεόν ὅτι ἐν τῷ αὐτῷ κρίματι εἶ καὶ ἡμεῖς μὲν δικαίως ἄξια γὰρ ὧν ἐπράξαμεν ἀπολαμβάνομεν οὗτος δὲ οὐδὲν ἄτοπον ἔπραξεν καὶ ἔλεγεν Ἰησοῦ μνήσθητί μου ὅταν ἔλθῃς εἰς τὴν βασιλείαν σου καὶ εἶπεν αὐτῷ ἀμήν σοι λέγω σήμερον μετ᾿ ἐμοῦ ἔσῃ ἐν τῷ παραδείσῳ

— Евангелие от Луки (Лк. 23:33—43)
Евангелисты по разному описывают поведение распятых по обе стороны Христа разбойников. Евангелие от Луки сообщает, что один из них раскаялся в своих преступлениях и был взят в Царствие Небесное. В Евангелии от Марка и в Евангелии от Матфея рассказано только об их присутствии на Голгофе и казни (Мк. 15:22—27, Мф. 27:33—38). В Евангелии от Иоанна слово «разбойники» отсутствует. В нём сказано: «там распяли Его и с Ним двух других, по ту и по другую сторону, а посреди Иисуса» (др.-греч. «ὅπου αὐτὸν ἐσταύρωσαν καὶ μετ᾿ αὐτοῦ ἄλλους δύο ἐντεῦθεν καὶ ἐντεῦθεν μέσον δὲ τὸν Ἰησοῦν», Ин. 19:18).
Российский живописец и искусствовед Серебряного века Александр Бенуа отдавал предпочтение неоконченной версии 1892 года в сравнении с окончательным вариантом 1894 года. Он её описывал так: на низких крестах висят Христос и Благоразумный разбойник, лицо которого выражает отчаяние при виде смерти Иисуса. Тело Христа в судорогах агонии съехало вниз и повисло в уродливом положении, руки его вытянуты, голова откинулась назад, меркнущий глаз устремлён в небеса, перепутавшиеся с терновым венцом волосы намокли от крови. Небо над сценой казни равнодушно спокойно. Ослепительное солнце накаляет землю и воздух и этим придаёт «лишние, стихийно-бессмысленные муки кончающемуся Сыну Человеческому». Это описание повторила популяризатор русской культуры Нина Николаева, книга которой о Николае Ге вышла в 1913 году в Москве.
Искусствовед Кларисса Леканю отмечала, что тело Христа словно парализовано болью — его ноги поджаты к телу, а голова запрокинута. Фигура Христа находится на переднем плане, но то, что она является безоговорочным композиционным центром картины, связано ещё и с изображением разбойников по обе стороны от него, они запечатлены не целиком, а только частично.
Размер полотна по данным официального сайта музея — 280 х 225 см (каталоги 1981, 1990, 1993 и 2005 годов приводят другие цифры: 278 х 223 см). Техника исполнения — масло по холсту. Полотно находится в коллекции и постоянной экспозиции Музея Орсе в Париже. Инв. — RF 1981-25.

## Создание картины

### Место «Распятия» 1892 года в общем замысле Страстного цикла и работе над «Распятием» 1894 года

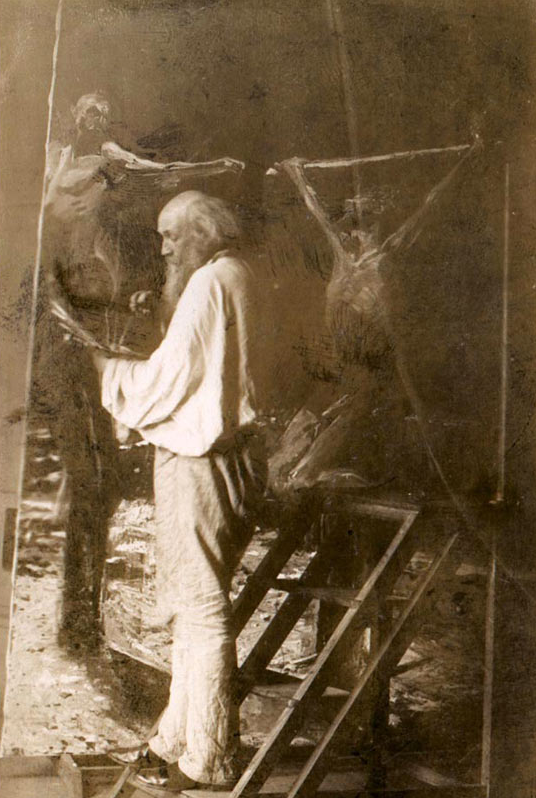
Неизвестный фотограф. Николай Ге работает над «Распятием», 1892

Николай Ге принадлежал к поколению передвижников, враждебно настроенных к академической живописи и использовавших искусство как форму социального протеста. Он не был строг в соблюдении православных обрядов и не придерживался канонических догматов, но находился под глубоким влиянием христианской духовности. Доктор искусствоведения
Глеб Поспелов писал, что христианское учение художник воспринимал «головой», а не «чувством», и принадлежал не к православной церкви, а к «религии братства» — «единению людей, не верующих в бессмертие души и всё же, как и Христос, идущих дорогой самопожертвования». Французский искусствовед Мари Авриль писала, что к 1892 году Ге уже четырнадцать лет жил в глухой деревне на территории нынешней Украины. Он переселился туда после того, как дистанцировался не только от Императорской академии художеств, профессором которой его хотели сделать, но и от своих соратников-передвижников. Последнее Авриль объясняла тем, что художник «устал» от «народного реализма», продолжавшего воодушевлять передвижников. С 1882 года Николай Ге находился под сильным влиянием взглядов и личности Льва Толстого.
Кандидат искусствоведения Ирина Лейтес в статье «Преодоление зла. Н. Н. Ге и Л. Н. Толстой» (2011) писала, что первые эскизы Николая Ге к «Распятию» появились ещё в феврале 1884 года (когда Лев Толстой и Николай Ге после короткого перерыва возобновили отношения друг с другом), но к целенаправленной работе над созданием этого полотна художник приступил только после того, как создал картины «всего Страстного круга». По мнению Лейтес, Страстной цикл Николая Ге — беспрецедентный для своего времени живописный цикл и одновременно «некий роман об Иисусе», созданный в духе своего времени и под сильным влиянием учения Льва Толстого, с детальной разработкой психологии главного героя и акцентированием отдельных «состояний» [Христа?] и порой неожиданных поворотов сюжета. Повествование в рамках этого романа с течением времени ширилось, углублялось, набирало силу, постепенно вовлекая в свою орбиту Льва Толстого, который к тому времени практически отказался от художественного творчества. Толстой с большим интересом следил за тем, как художник словно «заново открывает Христа и христианство» для своих современников. Он, по словам искусствоведа, понимал, что Ге пытается показать «внутреннюю работу» «в душе Христа» — его мысли и чувства наряду с изображением на холсте событий земной жизни (Преображения, Въезда в Иерусалим, Распятия, Воскресения).
Лейтес считала, что сам Николай Ге в конце жизни воспринимал себя не столько как живописца, сколько как проповедника. Именно поэтому, чтобы донести до зрителей духовное послание, художник намеренно упрощал и огрублял свой художественный язык, толстовство он воспринимал как снятие поздних напластований с первоначального христианства. Художник отбросил академическую манеру и вернулся к живописи, не скованной обязательными правилами и наиболее адекватно отражающей общечеловеческие мысли и чувства. В поздний период жизни его вдохновляли живописцы Раннего Возрождения и их стиль, примитивный, но боговдохновенный. Сам образ Христа при этом подвергся у живописца одновременно «архаизации» и «модернизации», «умалению» и «опрощению».
«Распятие» 1894 года — заключительное полотно Страстного цикла художника. Над картиной он работал более 10 лет. Ге несколько раз переписывал «Распятие», прежде чем остановился на его окончательной версии.

### Работа Николая Ге над «Распятием» 1892 года
Вариант «Распятия», относящийся к 1892 году (каталог 2005 года осторожно датирует это полотно 1892—1894 годами, а каталог 2010 года относит не к 1892, а к 1893 году), является незаконченным, о чём, по мнению официального сайта Музея Орсе, в частности свидетельствует незавершённая фигура римского центуриона на заднем плане полотна. Художник пытался передать страдания предсмертной агонии, отказавшись от традиционного изображения сцены Распятия. Освещение на его полотне усиливает эмоции, которые он хотел вызвать у зрителя. Власти сочли картину шокирующей и кощунственной.
Биограф Николая Ге Владимир Порудоминский в книге о художнике, вышедшей в серии «Жизнь в искусстве» в 1970 году, отмечал, что на пути от первых композиций 1880-х годов к окончательной трактовке сцены рядом с Христом «вырастал и укреплялся в картине новый герой, бесконечно далёкий от идеала, неожиданный, — Разбойник». Сначала образы разбойников трактовались Николаем Ге в соответствии с устоявшейся традицией. «Я пишу Распятие так. Три креста, один разбойник в бесчувствии, это тот, который ругался, затем Христос в последние минуты жизни, умирающий, и третья фигура разбойника, который пожалел Христа. Он сделал большое усилие, чтобы видеть Христа, и, видя его страдания, забыл своё и плачет, смотря на умирающего…», — писал художник. В следующих вариантах картины плохой разбойник всё меньше интересовал Ге, а в окончательной версии художник понял, что может без него обойтись и вообще срезал его с полотна вместе с полоской холста, «чтобы не мешал, не отвлекал зрителя от главного». Идея противопоставления разбойников друг другу уступила место новой идее — идее «прозрения».

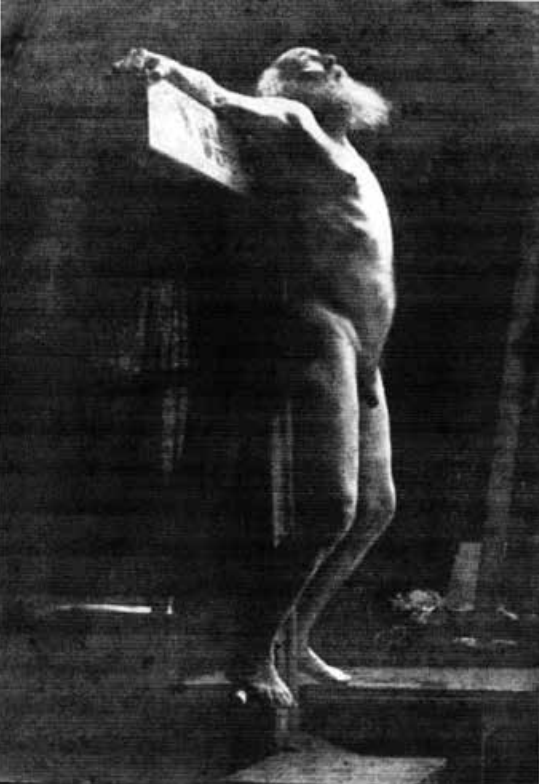
Лев Ковальский. Фотография Николая Ге в образе Христа, 1892

Доктор искусствоведения Татьяна Карпова в статье «Николай Ге в XX веке» (2016) подробно описала работу Ге с натурщиками над «Распятием» 1892 года и привела ряд фотографий, сделанных в это время. Позировавшие на кресте натурщики испытывали подлинные страдания. Николай Ге дожидался момента, когда они превратятся в невыносимые, и только после этого брал в руки кисть. Художник и «сам „всходил“ на крест», как предполагала Карпова, чтобы показать натурщику позу и примерить на себя «роль» Христа, то есть испытать на самом себе муки Христа. Одна из фотографий как раз и запечатлела обнажённого дряхлого Ге на кресте. Она была сделана в его мастерской на хуторе Ивановское (у Татьяны Карповой «Ивановский») Борзнянского уезда Черниговской губернии. Целая серия фотографий запечатлела обнажённого ученика Ге Степана Яремича в образах Иисуса Христа и Разбойника. Фотография Ге на кресте была сделана его учеником по Киевской рисовальной школе Львом Ковальским в 1892 году и входит в состав архива искусствоведа Ивана Выдрина в Санкт-Петербурге. Она была впервые опубликована в каталоге выставки Николая Ге в 2011 году в Москве. Ещё одна фотография Льва Ковальского, но уже Степана Яремича в образе Христа, была опубликована в книге «Николай Ге. Вектор судьбы и творчества. Материалы международной научной конференции» (2014).
Николай Ге так писал о позировании Степана Яремича для «Распятия»: «Бог мне послал дорогого друга, молодого человека, который с полным самоотвержением мне служит и буквально висит, когда нужно… И в этот раз доказана была наново та мысль, что мысль творчества идёт вперёд и руководит натурой: ежели бы я не сочинял вперёд, мой друг не мог бы принимать тех поз, которые я требовал, и, увидавши начертанную позу, он передавал с поразительной точностью».
Сам Яремич в 1930 году, издавая переписку Николая Ге и Льва Толстого, писал, что Николай Ге работал над «Распятием» не только в мастерской, но и под открытым небом в саду. Своё позирование для картины Яремич назвал «большим подвигом». Особенно мучительной для позирования была фигура распятого Христа. По обеим сторонам перекладины были прикреплены петли, по словам Яремича, крученные из полотенец. В них натурщик вдевал кисти рук, после чего тело повисало в воздухе. Единственной, но крайне слабой опорой оставались ступни ног, которые опирались «на палку, продетую в отверстие столба». Из-за тяжести тела колени были неестественно согнуты. Степан Яремич оценивал, что больше трёх минут висеть в таком положении было невозможно: «плечевые связки страшно напрягались, а в запястьях рук, зажатых холщёвой петлей, ощущалась нестерпимая боль». Яремич отмечал, что позировал он для незавершённой версии «Распятия» 1892 года, и даже уточнял даты: 24 сентября Николай Ге прекратил работу над этим вариантом, а письмо, в котором Толстой упоминает шведскую картинку, датировано 22 сентября.
Натурщики для картины менялись. Когда летом 1892 года супруга Петра, сына художника, Екатерина Забелло-Ге приехала на хутор к Николаю Ге, то застала его за работой над «Распятием». Она писала в «Записках»: «У Н. Н. гостил один юноша, который взял на себя тяготы по хозяйству и, кроме того, позировал у Николая Николаевича… В это время к нему приехал погостить ещё один ученик киевской школы и [тоже] служил ему натурщиком. Н. Н. устроил себе мастерскую на воздухе и писал всё утро там». Доктор искусствоведения Виктор Тарасов в книге «Николай Ге» (1989) сообщал о приглашении Николаем Ге учеников Киевской рисовальной школы, которые должны были не только помогать в работе над полотном, но и служить для картины натурщиками. Они часами висели на верёвках на кресте, а художник создавал десятки эскизов и рисунков, которые часто представляли собой жуткие, экстатические видения.
К августу 1892 года Ге показалось, что он практически закончил картину. В этом её варианте на тёмном небе возвышались высокие Т-образные кресты, Христос был изображён с согнутыми в агонии коленями и «застывшей маской искажённого последним криком лица», а рядом — выпрямившийся «на весу Разбойник скорбно смотрит на умершего». Одним из первых зрителей этого варианта стала невестка художника Екатерина Забелло-Ге. Она писала, что 24 августа 1892 года художник зашёл к ней, чтобы показать, как он изменил трактовку Христа на полотне Христа, и ей показалось, что это лучший вариант «Распятия»: «Я не могла не плакать, глядя на него, Христос только-что умер и, изнеможенный и изнурённый, опустился на кресте, а разбойник, глядя на него, плачет». Забелло-Ге утверждала, что этот вариант Ге планировал назвать не «Распятие», а «Помяни мя, Господи». Дочь Льва Толстого Татьяна Сухотина-Толстая вспоминала, что получила в подарок от Ге фотографии двух фрагментов картины. На одной с головой Христа художник надписал «Он», на второй с головой Разбойника — «Я».

### Отказ автора от продолжения работы над картиной
Этот вариант, однако, оставил у Николая Ге чувство неудовлетворённости. Его усугубило письмо Льва Толстого, писавшего: «У меня есть картинка шведского художника, где Христос и разбойники распяты так, что ноги стоят на земле». Эта версия «Распятия» потрясла Николая Ге, такая композиция у него уже появлялась в набросках, но была отвергнута. В январе 1893 года художник окончательно забраковал вариант 1892 года и принял решение не отправлять его на передвижную выставку.
Когда Ге принялся переписывать не удовлетворивший его вариант, то Забелло-Ге, по её словам, «умоляла» его взять для новой версии новый холст. Мемуаристка писала: «картина эта, к сожалению, не оконченная, так и осталась». Степан Яремич уточнял даты: 24 сентября Николай Ге прекратил работу над этим вариантом, а письмо, в котором Толстой упоминает шведскую картинку, датировано 22 сентября.

## Наброски к картине «Распятие» 1892 года

### Общие принципы работы художника над подготовительными материалами к «Распятию» 1894 года

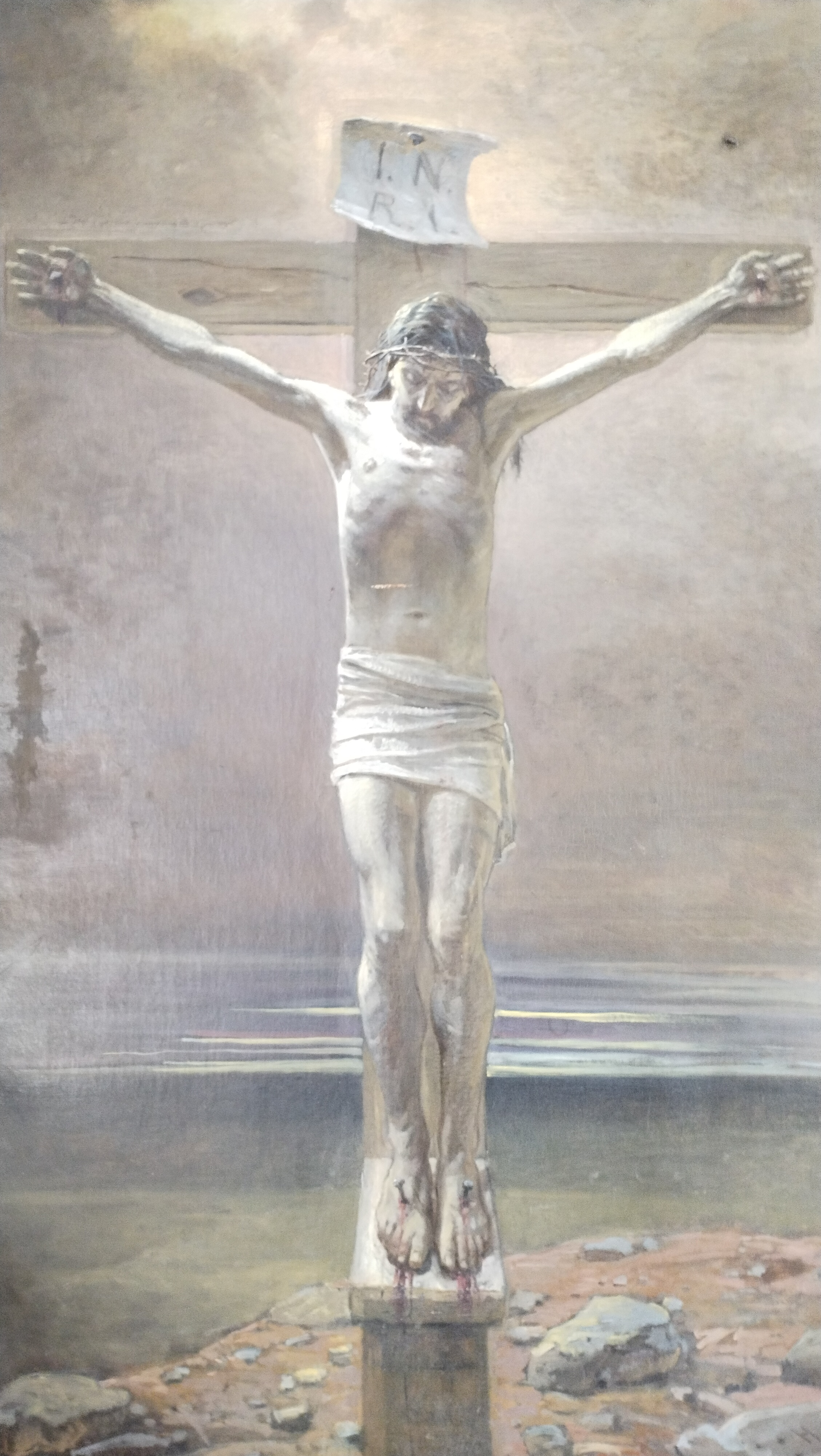
Николай Ге. Распятие, 1884

Научный сотрудник отдела графики XVIII — начала XX века Третьяковской галереи Нина Маркова в статье «Проблемы датировки поздних рисунков Н. Н. Ге» (2014), принимая во внимание свидетельство самого художника, считала, что наряду с большим числом незавершённых полотен Николай Ге создал минимум четыре завершённых варианта «Распятия». Первая версия относится к 1892 году и в настоящее время входит в коллекцию Музея Орсе в Париже. Вторая написана художником осенью этого же года и была уничтожена самим художником, она известна по фотографии Льва Ковальского (эту фотографию упоминал также ученик Ге, а впоследствии художник и историк искусства Степан Яремич). Четвёртый вариант, относящийся к январю 1894 года, был представлен на выставке в Санкт-Петербурге. Его местонахождение неизвестно. Относительно третьего варианта полной ясности нет, — сознавалась Маркова, — но, по её мнению, им никак не может быть «Распятие» (холст, масло, 195 × 140 см, инв. Ж-782) из Новочеркасска, находящееся в коллекции Музея истории донского казачества, которое только недавно привлекло внимание специалистов.
В книге «Николай Николаевич Ге. 1831—1894: К 180-летию со дня рождения» (2011) коллектив авторов также предпринял попытку установить хронологию работы Николая Ге над вариантами «Распятия» и распределить между ними многочисленные сохранившиеся подготовительные варианты. Они размещены в разделе «Страстной цикл 1884—1894», среди набросков к другим полотнам художника, иллюстрирующих другие эпизоды земной жизни Христа. Всего здесь выделены следующие варианты полотна со сгруппированными по ним набросками: 1. «Распятие» из Музея Орсе 1892 года (к этой группе подготовительных материалов отнесены пять листов, шесть набросков), 2. «Распятие» осени 1892 года, уничтожено самим автором (четыре наброска), 3. Композиция «Сегодня будешь со мной в раю» (три наброска, на которых Христос целует распятого Разбойника или улетает с ним в объятьях с Голгофы), 4. Вообще не осуществлённое «Распятие» 1893 года, работа над которым остановилась на стадии эскизов (пять листов, шесть набросков), 5. Картина «Распятие» 1893—1894 года, вызвавшая негативную реакцию Александра III, местонахождение которой неизвестно (к ней отнесены пять набросков).
Глеб Поспелов писал, что большинство набросков к картине в действительности было утрачено, так как Ге имел обыкновение писать новый эскиз поверх старого. Часто он стирал или соскабливал их, уверенный, что новый вариант лучше прежнего. Художник доводил себя до исступления. Он приходил в мастерскую ночью со свечой, «словно надеясь „подкараулить картину“», и часто прямо ночью принимался за работу.

### Исследователи о работе Николая Ге над набросками к «Распятию» 1892 года
Доктор искусствоведения Наталья Коваленская в очередном томе издания «История русского искусства» (том IX, книга первая, 1969 года) отнесла к работе Николая Ге над полотном 1892 года два наброска откинутой кверху и вбок головы Христа с закрытыми глазами и открытым ртом (карандаш, бумага, местоположение неизвестно). Она писала, что это изображение настолько убедительно, что кажется, будто слышится «отчаянный, последний вопль» умирающего Христа. Тема физической боли здесь столь резко подчёркнута, что приковывает к себе внимание зрителя, «становясь из средства самоцелью».
Поспелов считал, что в эскизах углём на бумаге из коллекции Кристофа Больмана, часть из которых относится к «Распятию» 1892 года, Ге не столько разрабатывал композицию, сколько определял «эффекты выразительного освещения»: кресты и фигуры иногда среди пыльной мглы, иногда при лунном свете с отражающимися от них чёрными тенями. Последний эффект, по мнению исследователя, был использован на картине 1892 года: «от подножий крестов отходят мрачные тени, и при свете луны по особому мертвенной предстает фигура Христа — исхудалый и серый труп, с присохшими к кресту волосами и ртом, застывшим в отчаянном вопле».
При работе над «Распятием» 1892 года, как считает Маркова, художник первоначально пользовался образами и мотивами предшествовавшего десятилетия. К первой половине 1892 года Маркова относит изображение на оборотной стороне рисунка из Русского музея (1892 (?), контр-эпрёв, бумага, уголь, 29,8 × 22,3 см, инв. Р-13268) с фигурой Магдалины на заднем плане. Новым здесь является размещение на переднем плане ещё одной женской фигуры, бегущей прямо на зрителя, по выражению искусствоведа, «каким-то совершенно „кинематографическим“ приёмом». К этому же времени Маркова предложила отнести другие наброски с высоко поднятыми крестами, характерными типажами и ракурсами распятых, «уходящими в сторону переднего плана или в глубину пространства» персонажами. На одном из таких рисунков проставлена дата — как раз 1892 год, но Маркова сомневалась, что это было сделано самим Ге.

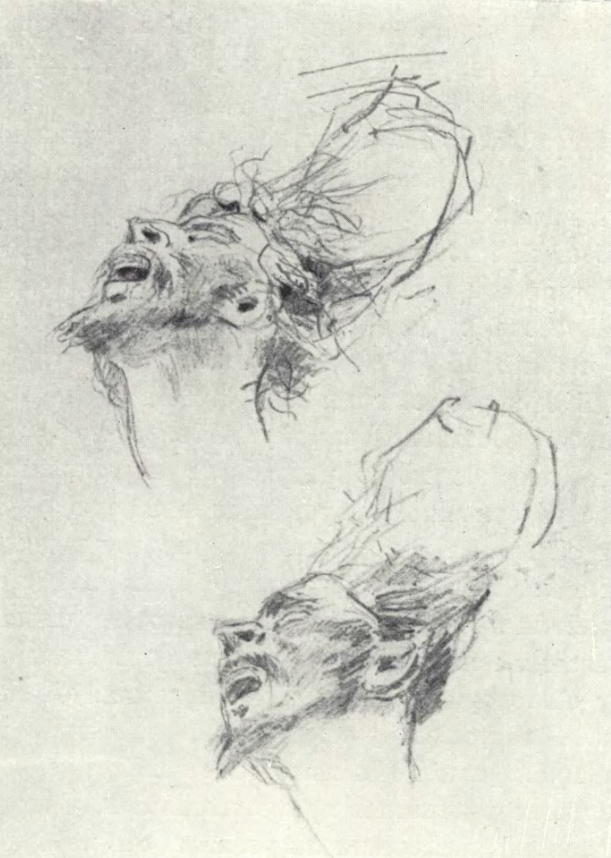
Наброски головы распятого Христа, 1892
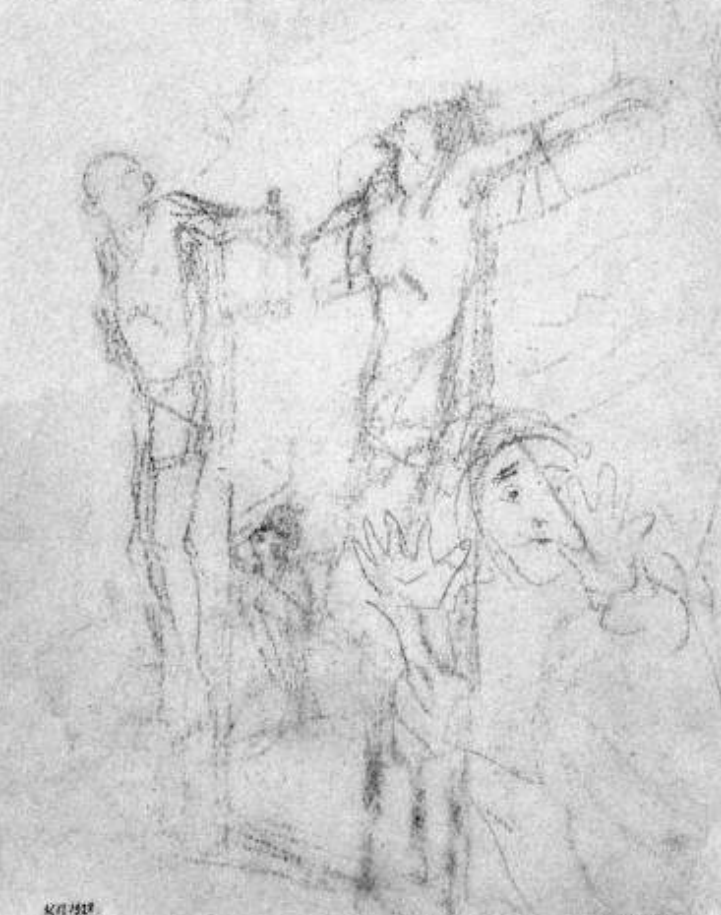
Распятие, 1892 (?). ГРМ, инв. Р-13268 (оборот)
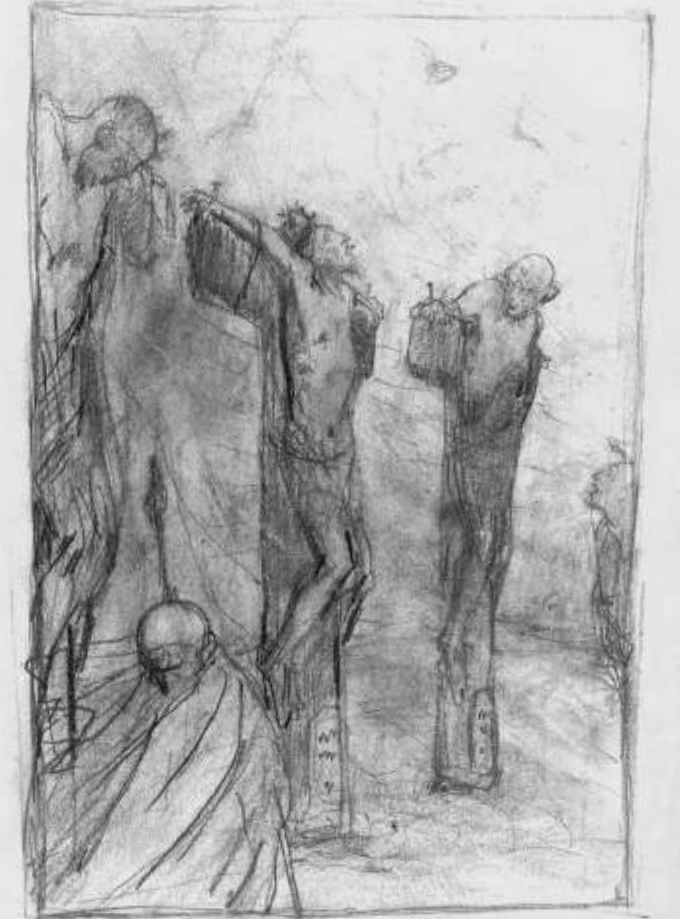
Распятие, 1892 (?). ГРМ, инв. Р-13268 (лицевая сторона)
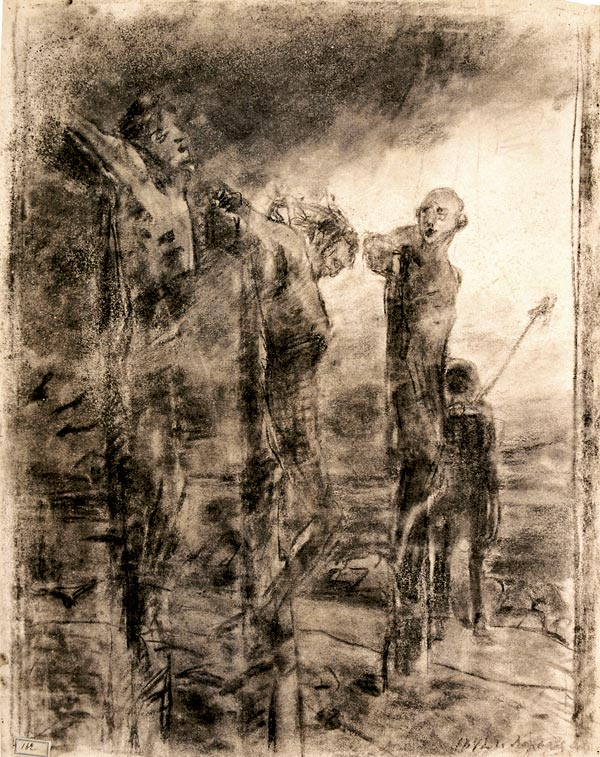
Распятие, ГТГ. инв. Р-13788 (из коллекции Кристофа Больмана)

К «Распятию» 1892 года авторы раздела в книге «Николай Николаевич Ге. 1831—1894: К 180-летию со дня рождения» отнесли следующие размещённые в тексте наброски:
- «Натурщик в позе распятого Христа» (этюд, бумага, уголь, кисть, 58,5 х 46,3 см, приобретён в 2011 году у К. Больмана, ГТГ, инв. Р-13790, для фигуры Христа позировал Степан Яремич)
- «Распятие» (оборот этюда «Натурщик в позе распятого Христа», эскиз, бумага, уголь, 1892. ГТГ, инв. Р-13790 (оборот), для фигуры Христа позировал Степан Яремич)
- «Голова Христа в терновом венце» (этюд, бумага, графитный карандаш, 20,2 х 15,6 см, приобретён в 1960 году у А. В. Гордона, НГХМ, инв. Га-428)
- «Натурщик в позе распятого разбойника» (этюд, бумага, уголь, растушка, 58,5 х 46,4 см, приобретён в 2011 году у К. Больмана, ГТГ, инв. Р-13791)
- «Нога» (этюд для фигуры Христа, бумага, уголь, 46,5 х 58,6, приобретён в 2011 году у К. Больмана, ГТГ, инв. Р-13792)
- «Распятие» (эскиз-вариант, лист из альбома художника, бумага, графитный карандаш, рисунок очерчен, местонахождение неизвестно, публикуется по дореволюционной репродукции)

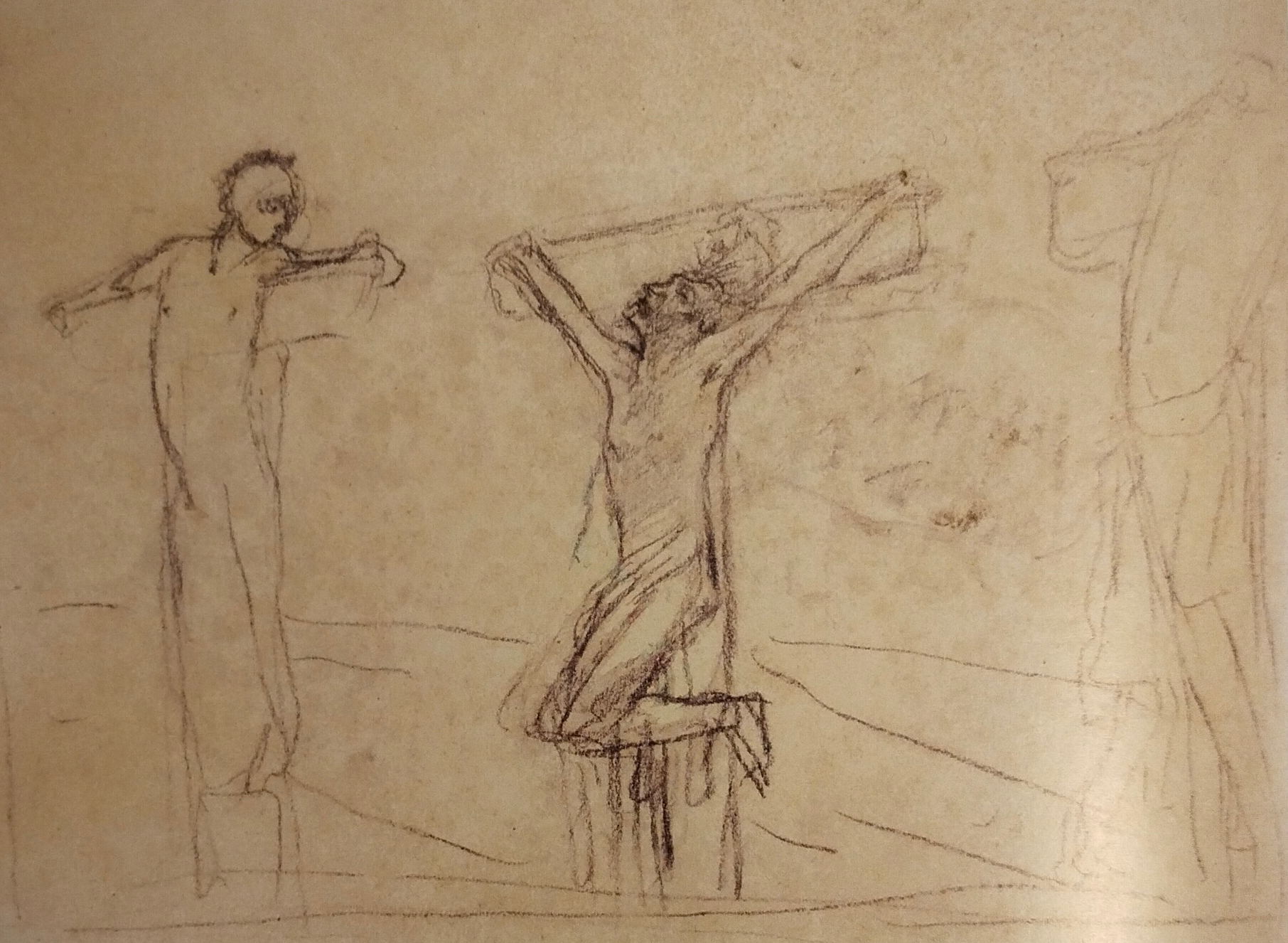
Натурщик в позе распятого Христа, 1892. ГТГ, инв. Р-13790
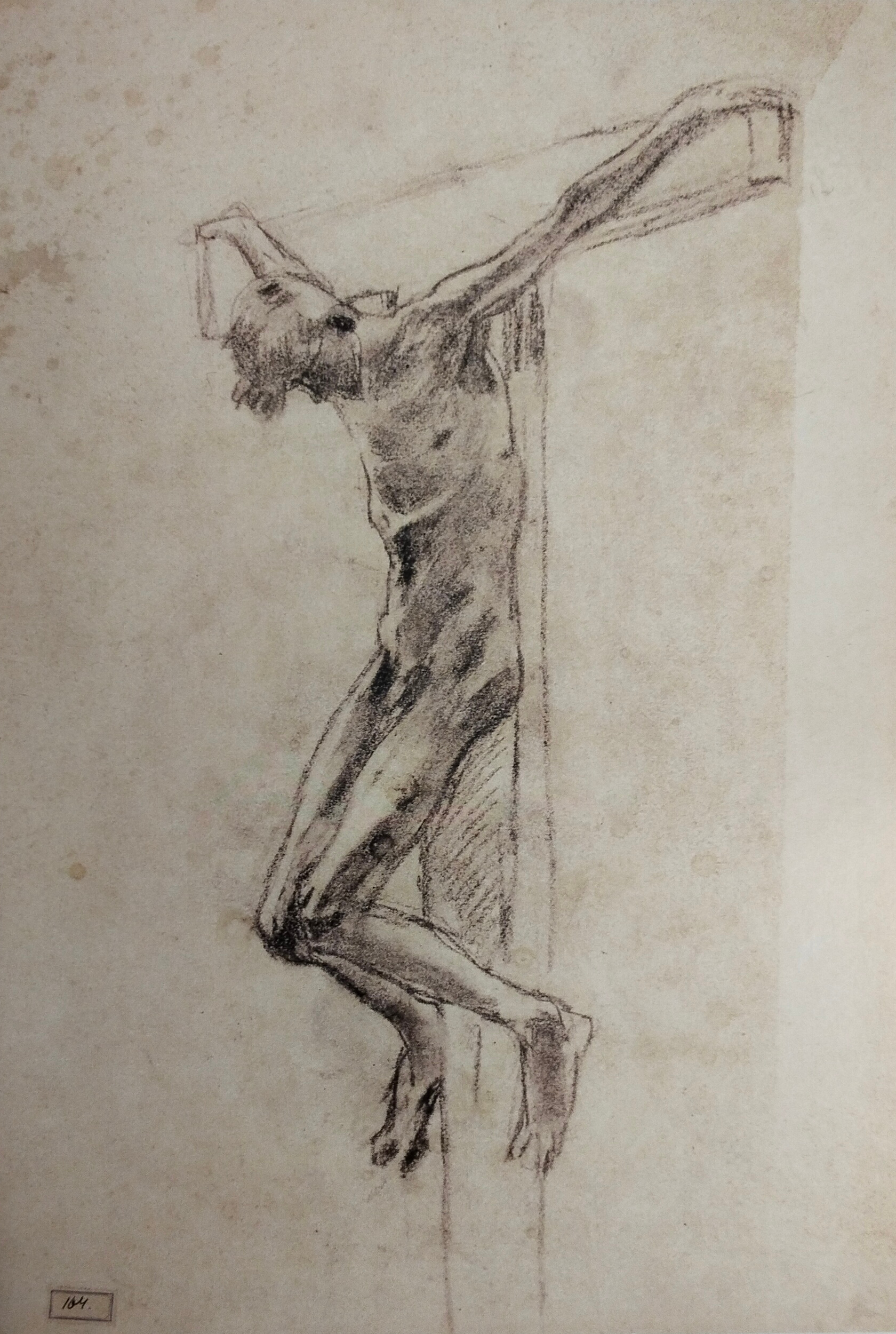
Оборот этюда «Натурщик в позе распятого Христа», 1892. ГТГ, инв. Р-13790 (оборот)
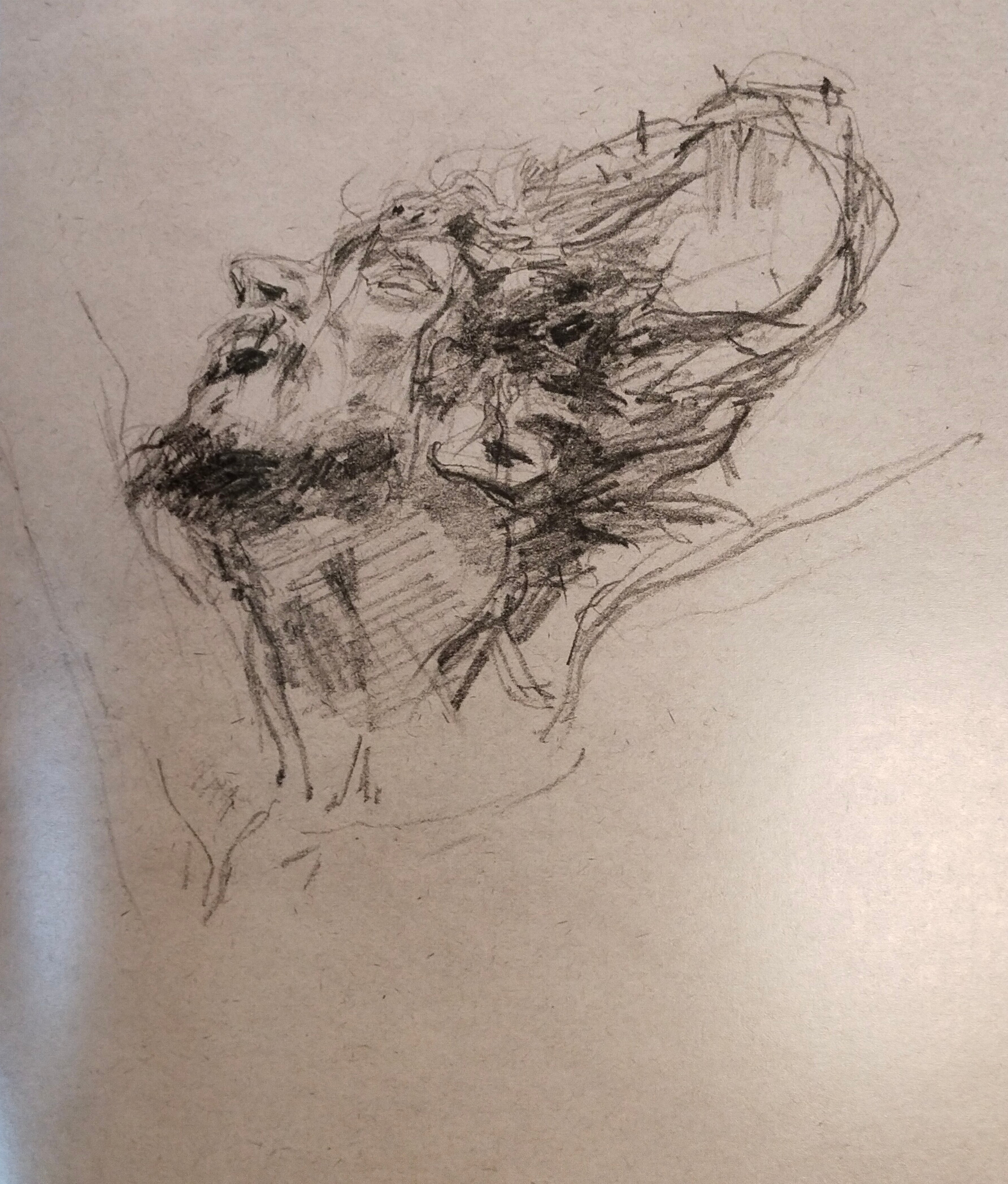
Голова Христа в терновом венце, 1892. НГХМ, инв. Га-428
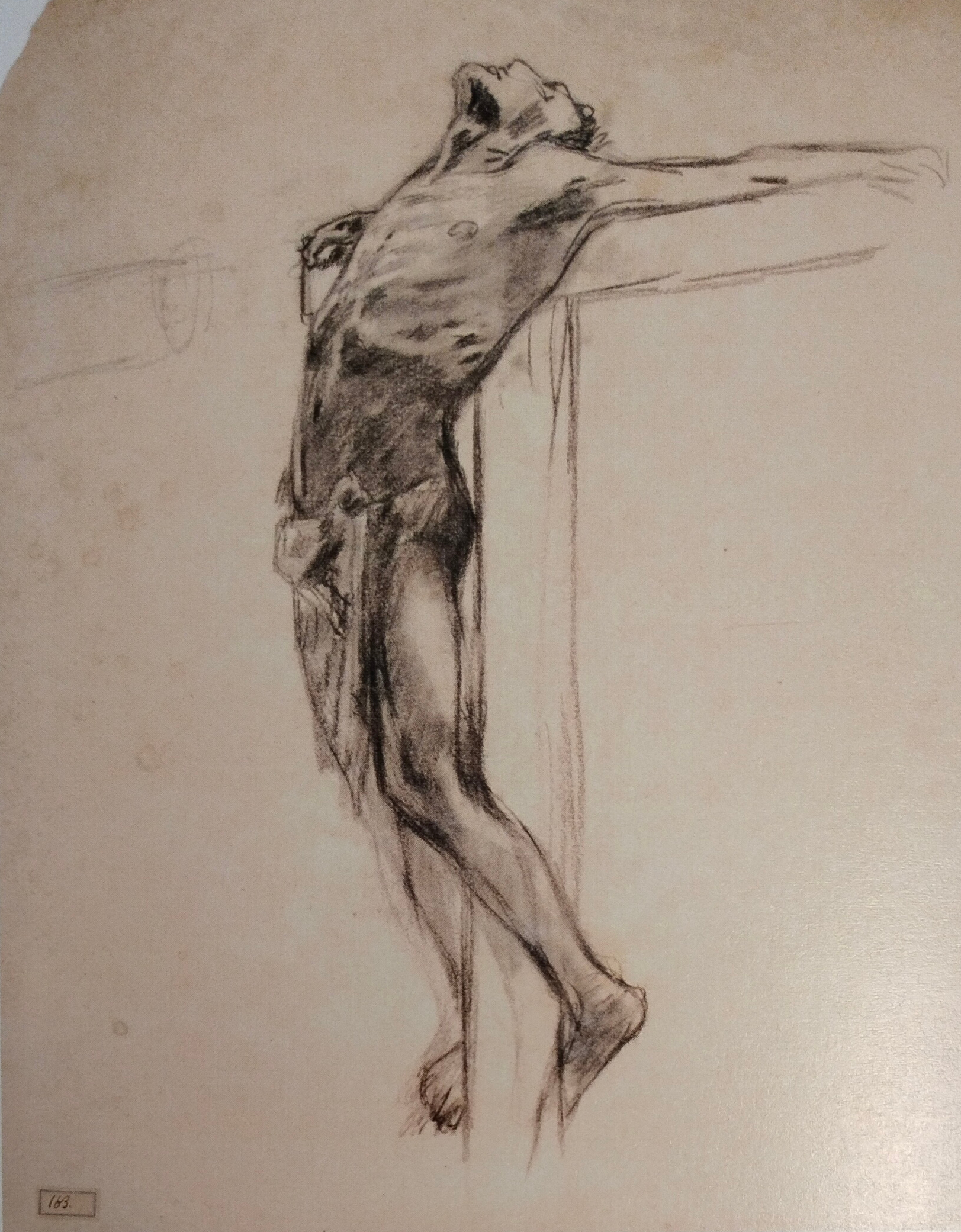
Натурщик в позе распятого разбойника, 1892, ГТГ, инв. Р-13791
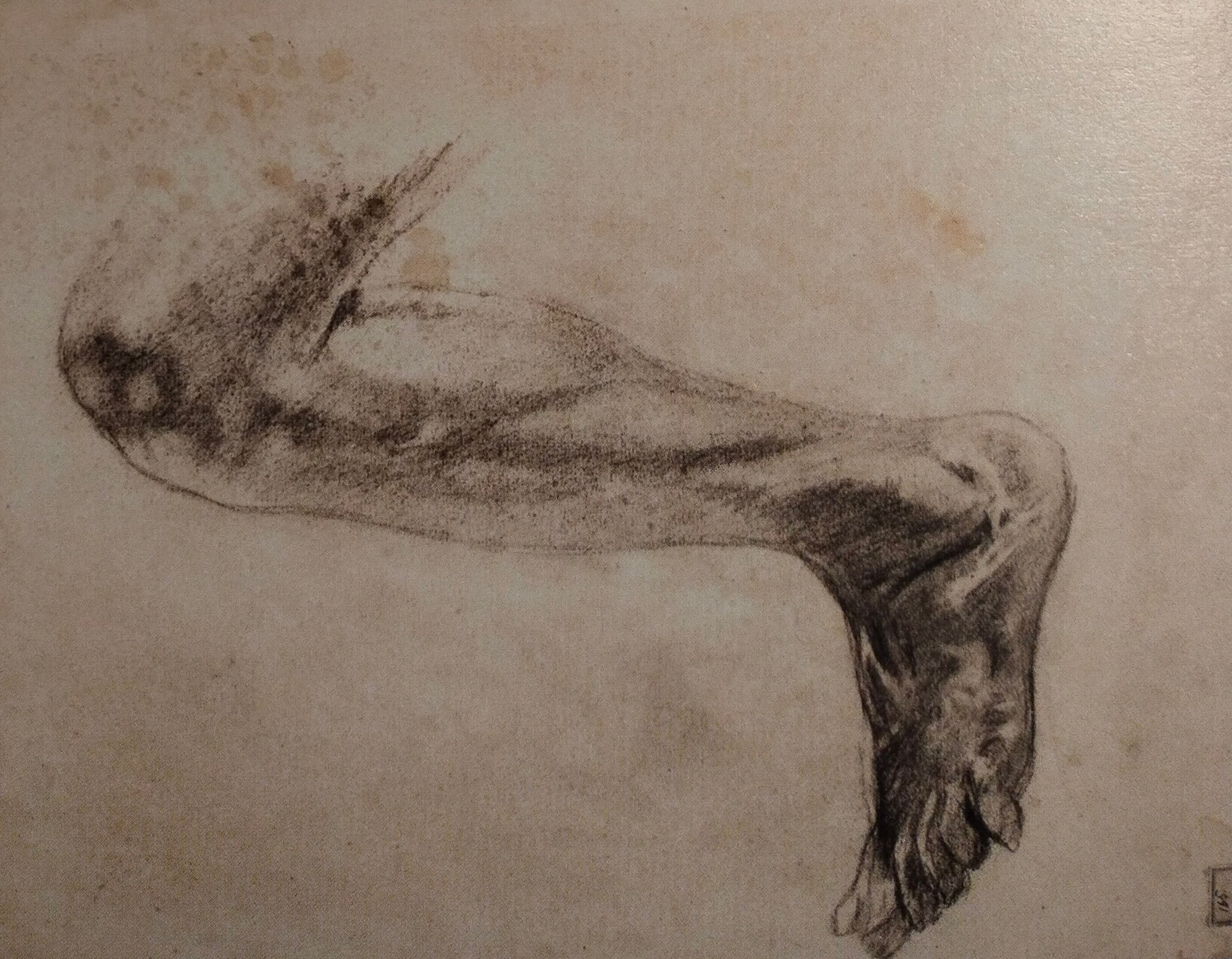
Нога, этюд для фигуры Христа, 1892, ГТГ, инв. Р-13792
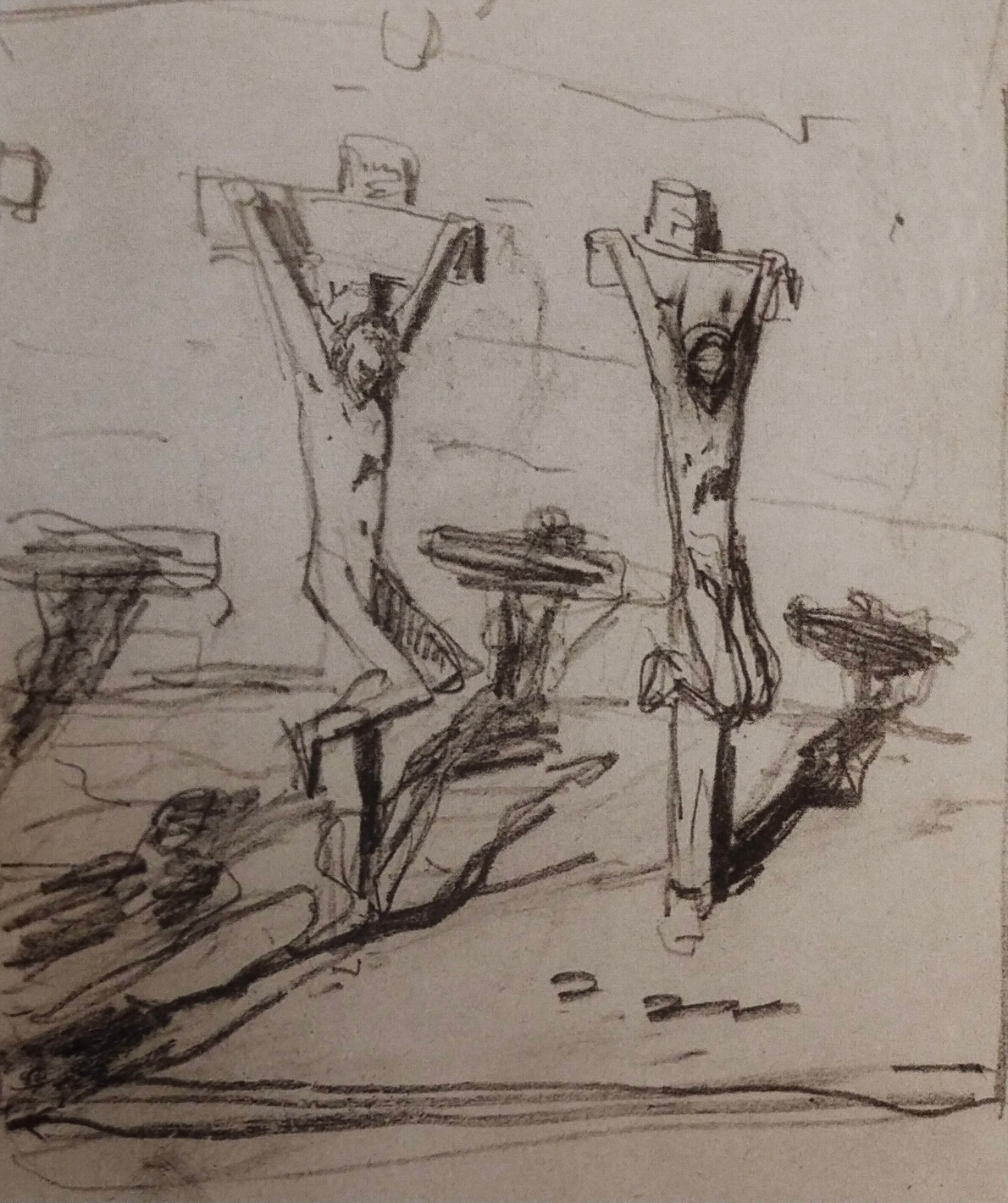
Распятие, 1892, эскиз-вариант, местонахождение неизвестно

## Судьба картины

### Картина в Российской империи
Летом 1894 года при посредничестве Льва Толстого наследники Николая Ге и меценат Павел Третьяков достигли устного предварительного соглашения о том, что Третьяков устраивает при своей картинной галерее музей Ге, в который будут переданы произведения художника. Павел Третьяков пообещал дать окончательный ответ через год. В указанный срок он приехал к Толстому, согласился взять картины и обязался, когда появятся для этого условия, разместить их в галерее вместе с другими полотнами, отдельное же помещение для них обещал предоставить через пять лет. Екатерина Ге впоследствии оговорила условие, по которому семья художника могла изъять картины из галереи для экспонирования за рубежом. Третьяков, в свою очередь, допустил такую возможность, только если картины к тому времени не будут находиться в постоянной экспозиции галереи. Он также советовал не тревожить полотна Ге, так как они написаны плохими красками на плохих холстах и перевозка подействует на них разрушительно.
Доктор искусствоведения Глеб Поспелов рассказывал в статье «Рыдать или умиляться? Поздние произведения Н. Н. Ге в Музее изобразительных искусств» (1994), что два варианта картины «Распятие» (1892 и 1894 года) и ещё одно полотно художника — «Голгофа» были размещены в галерее в закрытом для посетителей отдельном помещении, даже здесь они были задёрнуты занавеской, которая убиралась исключительно для «избранных». Николай Ге-младший неоднократно предпринимал попытки добиться снятия запретов. Татьяне Сухотиной-Толстой он сообщал в письме, что побывал с этой целью у одного из членов-попечителей Совета Третьяковской галереи Ильи Остроухова, который даже дал обещание открыть эти три картины. Валентину Серову — ещё одному члену Совета — он тогда ещё только собирался написать письмо. Указанные произведения Николая Ге, однако, так и остались недоступными публике. Татьяна Юденкова сообщала, что две попытки снятия запрета на два «Распятия» были осуществлены в 1898 году — ещё при жизни Третьякова — и в 1899 году, после его смерти, когда к Илье Остроухову обратились Николай Ге (младший) и Илья Репин.
В «Каталоге художественных произведений городской галереи Павла и Сергея Третьяковых», вышедшем одиннадцатым изданием в 1899 году, присутствует список рисунков и картин русских художников, которые уже внесены в него, но ещё не поступили в галерею. Под № 644 и 646 значатся без каких-либо комментариев два «Распятия» Николая Ге. В самом каталоге в рубрике «6-я комната (вверху)» также упоминаются «№ 644. Распятие» и «№ 646. Распятие (неоконченный вариант)».
10 августа 1900 года Совет Третьяковской галереи «значащиеся в каталоге галереи (издание каталога 12-е) картины под № 644 „Распятие“ и под № 646 — „Распятие“ (неоконченный вариант)… поручил хранителю галереи выдать Н. Н. Ге вышеназванные картины и взять от него расписку в получении картин». В каталоге Третьяковской галереи 1900 года в рубрике «6-я комната (вверху)» № 646 проставлен, однако какое-либо название полотна рядом с ним вообще отсутствует, под № 644 значится другая картина Николая Ге «Суд». В обоих изданиях указано, что полотна 642 (в каталоге 1899 года 641) — 676 являются даром Николая Ге (младшего).
Сын художника Николай Ге (младший) увёз с собой в Швейцарию, куда он уехал на постоянное проживание, эти два «Распятия», второе из которых является вариантом 1892 года, а первое — окончательный вариант 1894 года. Около 100 лет о судьбе этих полотен на родине Ге практически ничего не знали. В работах о художнике утверждалось, что местонахождение их неизвестно. В конце концов выяснилось, что Николай Ге (младший) летом жил вблизи Женевы, а значительную часть года проводил в Париже, где трудился в Сорбонне преподавателем русского языка. В 1912 году он принял гражданство Франции. Несмотря на материальные трудности, Николай Ге не продавал работы отца.

### Картина в Швейцарии и Франции

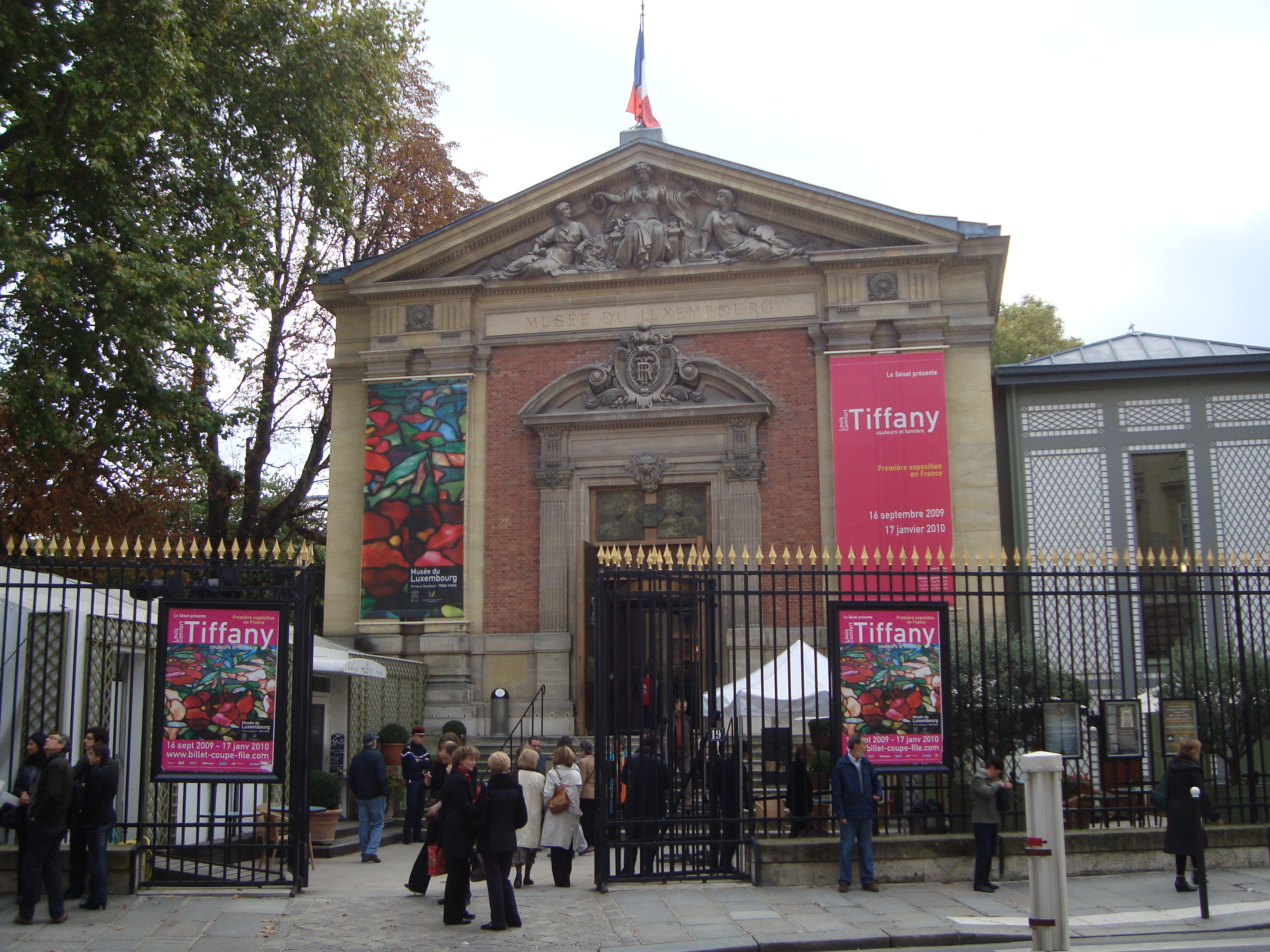
Музей в Люксембургском саду

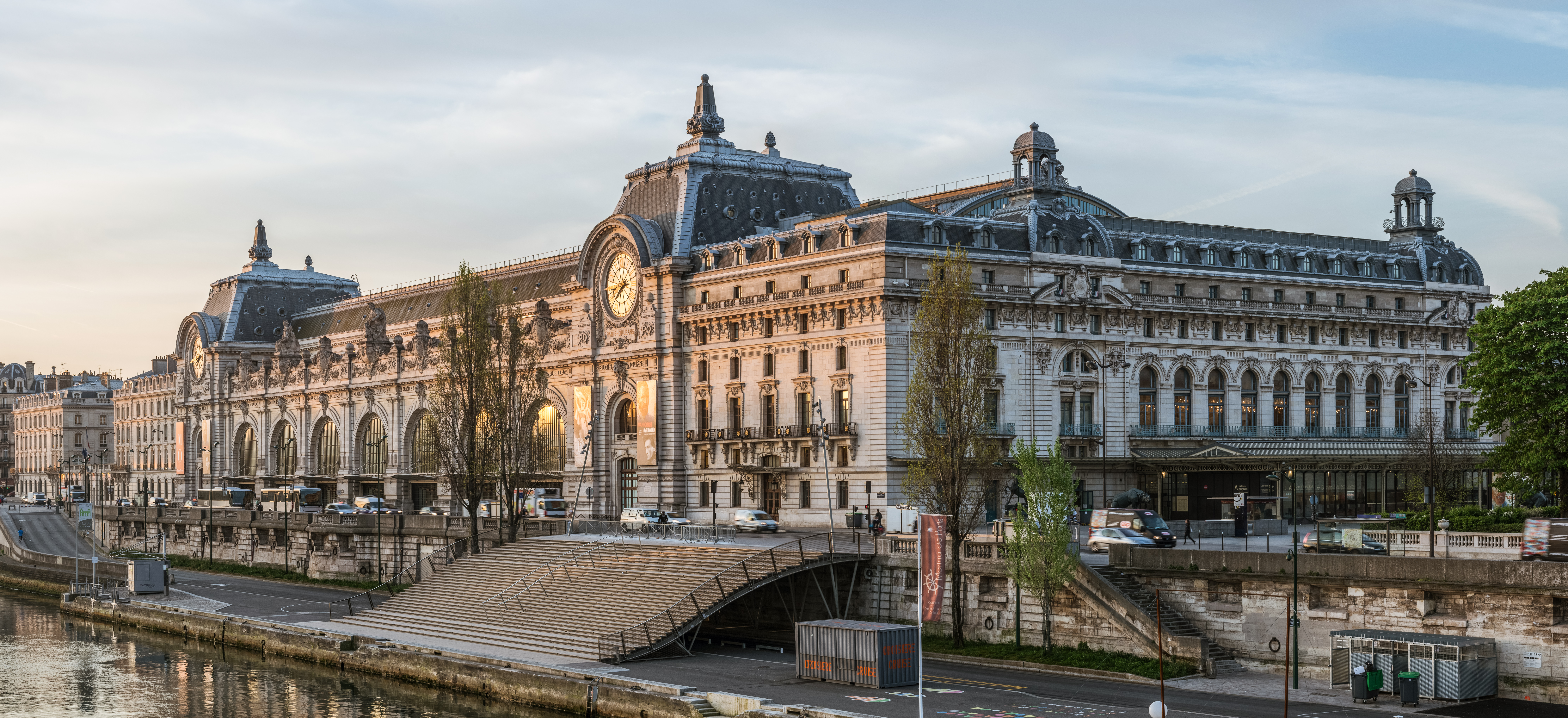
Музей Орсе в Париже

Глеб Поспелов утверждал, что сын художника вывез картины в Швейцарию, рассчитывая на их представление на выставках в городах Западной Европы. В 1903 году он экспонировал их в Париже и Женеве, а через некоторое время повторно в Женеве. Успеха выставки не имели, так как отсутствовали зрители-россияне, которых волновали бы ответы художника на актуальные для них вопросы.

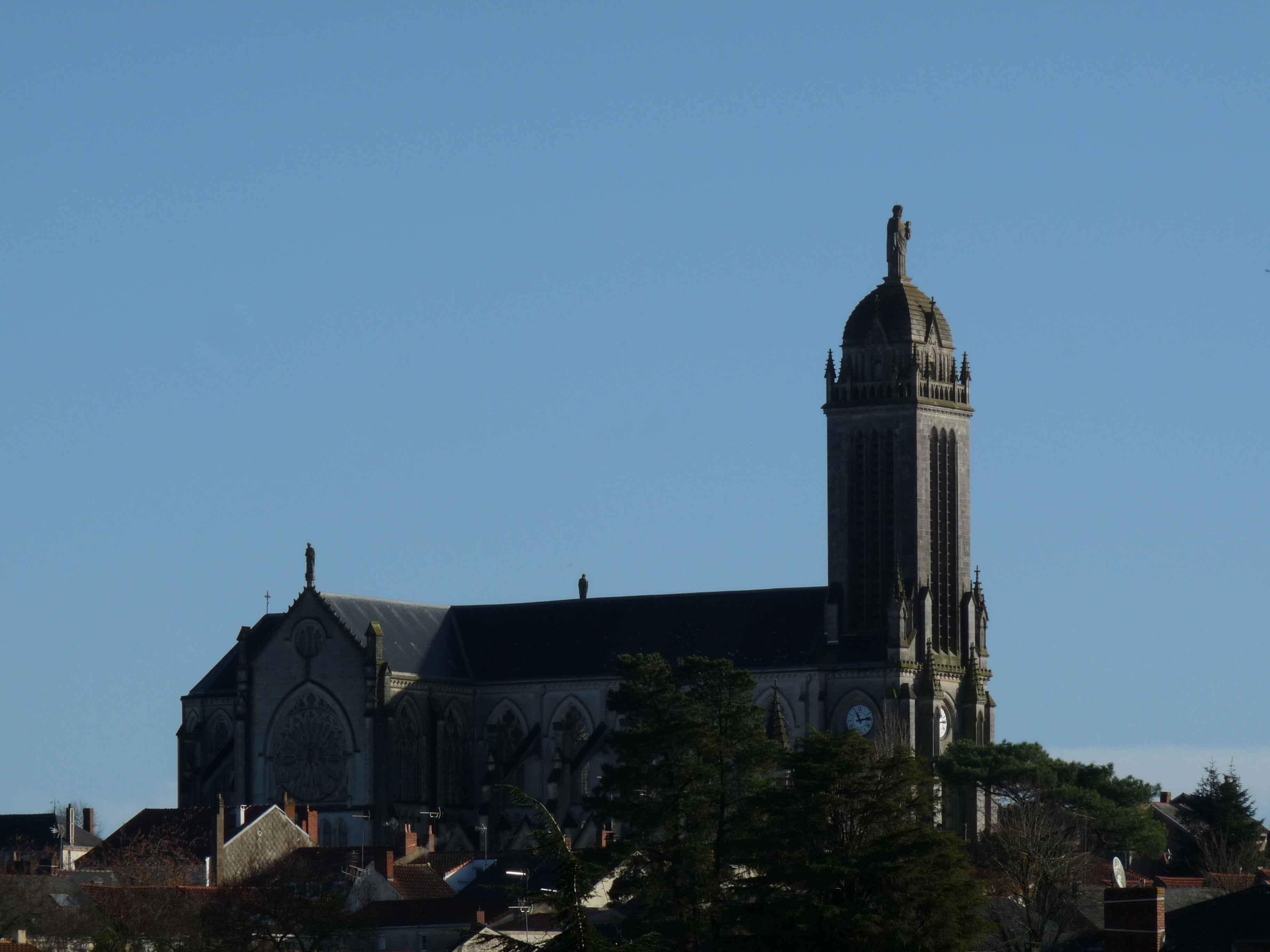
Церковь Святого Петра в Шоле

До 1903 года картина «Распятие» 1892 года, по утверждению сайта Музея Орсе, находилась в собственности сына художника Николая Ге. В 1903 году он передал её в дар парижскому Музею в Люксембургском саду. В этом музее она находилась до 1922 года. С 1922 по 1924 год полотно находилось на государственном хранении (фр. Dépôt de l'Etat), а, предположительно, в 1924 году было передано в церковь Святого Петра города Шоле в исторической области Вандея (на юге современного департамента Мен и Луара региона Земли Луары). В неустановленное время оно было перемещено в Музей истории и искусств Шоле. В этом музее полотно находилось до 1980 года. В 1981 году полотно Ге «Распятие» было включено в «Иллюстрированный сводный каталог картин из Лувра. II. Италия, Испания, Германия, Великобритания и другие [страны]».

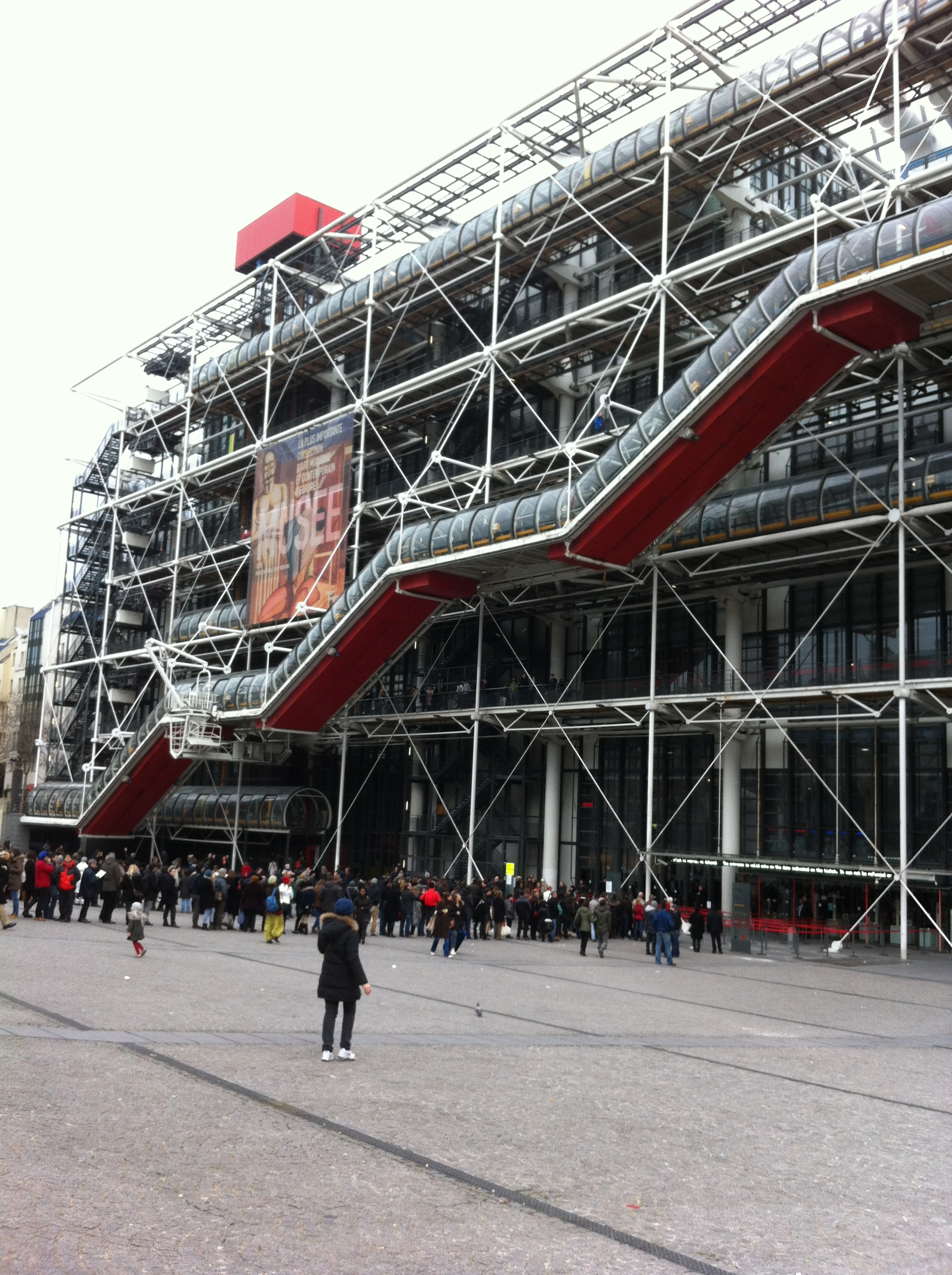
Государственный музей современного искусства в Париже)

Известно, что в 1982 году (по каталогам 1993 и 2005 годов даже в 1980 году) «Распятие» уже находилось в Государственном музее современного искусства в Париже, было передано в дар Дирекции музеев Франции и выделено в отдел живописи Лувра для коллекций Музея Орсе (фр. reversé à la Direction des Musées de France, attribué au département des peintures du musée du Louvre pour les collections du musée d'Orsay) постановлением от 8 апреля 1982 года. С 1982 года картина находится в Музее Орсе в Париже. Она присутствует в иллюстрированном каталоге произведений искусства 1990 года этого музея. Глеб Поспелов, побывавший в музее в начале 1990-х годов, писал, что «Распятие» размещено в эспозиции «слишком высоко и плохо освещено», и поэтому может вызывать лишь «недоумение» у посетителей.
Несколько по иному пересказывает историю полотна современный российский искусствовед Нина Маркова, следуя за версией Глеба Поспелова, в статье «Момент истины» (2011). Жизнь Николая Ге-младшего в Швейцарии не складывалась. Он состоял в гражданском браке с Зоей Забелло-Ге. Средств к существованию постоянно не хватало, поэтому сын художника занялся предпринимательством: арендовал и сдавал в субаренду землю, перегонял из Швейцарии в Россию скот. В середине 1900-х семья распалась. В 1906 году сын художника принял французское гражданство, а Зоя Забелло-Ге смогла в 1912 году вернуться со своими детьми от законного брака в Российскую империю, так как с неё был снят негласный надзор. Младший сын Ге, Николай, страдавший расстройством психики, скончался в больнице, а старший сын Иван, призванный в 1914 году во французскую армию, нелепо погиб — его убила обозная лошадь. В память о нём отец передал «Распятие» 1892 года в храм «небольшого городка Сен-Пьер [так у автора и в статье Натальи Бегловой на швейцарском сайте „Новая газета“]», где был похоронен Иван. До этого оно находилось в Люксембургском музее в Париже, где было оставлено на хранение. Из храма в 1981 году картина была передана в Национальный музей современного искусства в Париже, «а затем» в Музей Орсе.

### Полотно на национальных и международных выставках 1990-х — 2020-х годов
Картина «Распятие» 1892 года участвовала в целом ряде национальных и международных выставок. Она демонстрировалась на выставке «1893: Европа художников» в Музее Орсе (1993 год), представлена в каталоге выставки «Русское искусство второй половины XIX века: в поисках идентичности» в Музее Орсе (2005—2006 годы, в нём она, однако помечена формулировкой «не экспонировалась»), одним из значимых событий культурной жизни Москвы 1994 года стала выставка «Художник читает Библию» в Музее изобразительных искусств имени А. С. Пушкина. На ней впервые после долгого перерыва было представлено в России «Распятие» 1892 года и серия подготовительных рисунков к картинам «страстного цикла» 1890-х годов из коллекции швейцарского архитектора Кристофа Больмана.
Также картина демонстрировалась на выставке «Шедевры из Музея Орсе к 150-летию Третьяковской галереи» в Государственной Третьяковской галерее в Москве (2006 год), на выставке «Преступление и наказание» снова в Музее Орсе (2010 год) и, наконец, на выставке «Что есть истина? Николай Ге. К 180-летию» (Государственная Третьяковская галерея, 2011—2012 годы). На этой выставке широко комментировалось в российской прессе экспонирование именно «Распятия» 1892 года, хотя на ней были представлены и другие известные работы художника из различных музеев. Статья в «Российской газете» носила заголовок «В Третьяковскую галерею привезли знаменитое „Распятие“ Николая Ге». Газета «Коммерсантъ» радостно сообщала в заголовке статьи о выставке: «Иисус вернулся из эмиграции».

## «Распятие» в искусствоведении и культурологии

### Дореволюционная Россия
Александр Бенуа писал, что единственные аналоги «Распятия» 1892 года, которые он может вспомнить, это: «Распятия» немецкого художника Северного Возрождения Маттиаса Грюневальда и скульптурные «Распятия» испанской школы. Однако последние работы Николая Ге исследователь отказывался признавать художественными произведениями. Объясняя свою точку зрения, он писал, что художник пренебрёг формой ради содержания и без комментариев два «Распятия» просто не могут быть поняты зрителем: «Эти картины, скорее, какие-то неряшливые, наполовину неразборчивые листы из записной книжки, на которых Ге заносил в порыве истеричного возбуждения свои чувства и впечатления, нежели законченные, прекрасные, в широком смысле слова создания искусства».

### В советский период

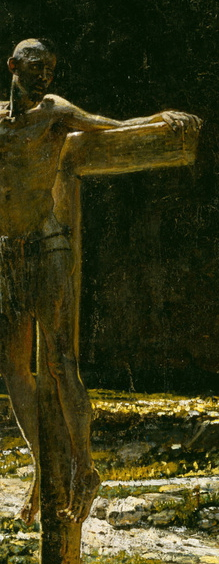
Благоразумный разбойник

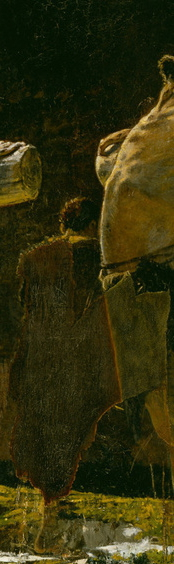
Злой разбойник и уходящая фигура

Наталья Коваленская изображение на картине описывала так: на абсолютно тёмном фоне неба виднеются ярко освещённые кресты. Христос, возможно, умирает, возможно, умер. «Страшная маска» застыла на его искажённых чертах лица. С головы сорвался терновый венец, но он зацепился за окровавленные волосы. Колени Христа согнулись под острым углом, а тело «обмякло» и висит уже только на пронзённых гвоздями руках. Слева зрителю заметна фигура одного из разбойников, «с болью и жалостью смотрящего на Христа».
Советский искусствовед Элеонора Гомберг-Вержбинская писала в книге «Передвижники» (1970), что картина 1892 года в состоянии вызвать физиологический ужас от зрелища смерти. Искусствовед считала, что именно в этой картине Ге использовал свой опыт пребывания у постели умирающей жены. Художник разместил фигуры разбойников у самых краёв картины (они обрезаны, у одного вообще заметны только часть плеча и торса без головы), стремясь потрясти «экспрессией обнажённого замученного тела, запрокинутой головой, судорогой, исказившей лицо Христа». Фрагментарность боковых фигур также создаёт впечатление внезапности появления зрелища перед зрителем. Тёмное пространство фона противопоставлено ярко освещённой почве и крестам. Это создаёт внутреннюю динамику образов и делает картину «почти кричаще-напряжённой».
Советский искусствовед Наталья Зограф считала картину «Распятие» 1892 года законченной. По мнению искусствоведа, целью художника в этом полотне было «изображение смерти казнённого Иисуса с самой жестокой правдивостью». В картине она увидела «всепоглощающий ужас перед лицом человеческого страдания»). Так она описывает изображение:

Тело Христа, содрогаясь в последних конвульсиях, повисло на кресте в уродливо надломленной позе. «В терзаниях агонии он съехал вниз… руки вытянулись до последней степени; запутавшиеся в терновом колючем венце волосы намокли от крови; голова закинулась назад, потухающий глаз ищет в равнодушно спокойном небе избавителя». Выгнутый торс стенающего от нестерпимых мук разбойника ритмически вторит фигуре Христа, ещё более усиливая истерическое напряжение центрального образа. Фигуры изображены на нейтральном фоне; никакие детали не отвлекают зрителя от созерцания жестокой сцены. «Солнце, ослепительное и сухое, восточное солнце», бьющее из глубины косым лучом, отбрасывает от крестов резкие тени, разбивается на иссохшей каменистой почве, скользит по телам распятых, вырывая из полутени лицо Христа, его согнутые колени, напряжённые мышцы рук.— Наталья Зограф. К вопросу об эволюции искусства передвижников в 1880—1890-е годы (И. Е. Репин и Н. Н. Ге)

### В современном российском искусствоведении
Доктор искусствоведения Нонна Яковлева в книге «Историческая картина в русской живописи» (2005) подробно анализировала вариант «Распятия», хранящийся в Музее Орсе и оставивший автора неудовлетворённым. Искусствовед писала: «Нет произведения в русской живописи, которое так ясно свидетельствовало бы о драме разрыва с национальными традициями, как „Распятие“ Ге». Желающему опровергнуть это утверждение она советовала обратиться к вершине русской средневековой живописи — иконе Дионисия Московского «Распятие» (1500). В русской иконописи не было принято изображать страдания Христа. Икона Дионисия направлена на возвышение чувств верующего — «воспарение духа». Отверг художник и западноевропейскую традицию изображения Иисуса. Для неё, по утверждению Яковлевой, характерно желание вызвать сочувствие через достоверность передачи страдания. Изображалось истерзанное и залитое кровью тело Христа. У Ге же рука художника «„кодирует“ то страдание, которое переживает мастер, — так, чтобы оно отозвалось в душе предстоящего». Картина изображает не реальность, а её образ, возникший «во внутреннем видении человека», когда он закрыл глаза, не в силах смотреть на казнь.
Доктор философских и кандидат исторических наук Владимир Миронов в книге «Древний Восток и Азия» (2006) даёт подробную характеристику картине Ге «Что есть истина?» и рассказывает о резко негативной реакции на неё обер-прокурора Святейшего правительствующего синода Константина Победоносцева и Александра III. Сразу после объяснения этой реакции самим художником — «А дело просто — социалист [Христос] и Бисмарк [Пилат]» — Миронов кратко характеризует и своё представление о сразу двух «Распятиях» 1890-х годов: «Ещё более глубокое и трагическое впечатление производят две картины „Распятие“ (1892—1894), где Христос действительно более походит на каторжника и нигилиста-террориста».

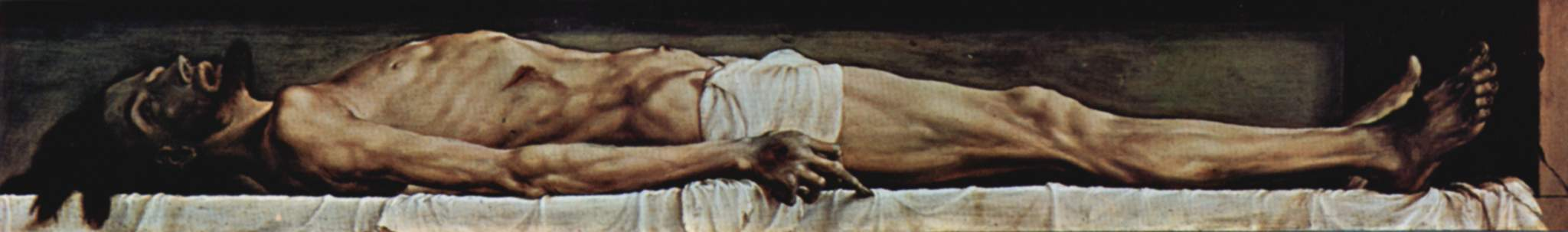
Ганс Гольбейн Младший. Тело мёртвого Христа в гробу, между 1521 и 1522

Доктор искусствоведения Глеб Поспелов писал, что содержание «Распятия» Ге — это одиночество человека перед смертью, и называл причины, почему эта мысль так тревожила в то время российскую интеллигенцию. По его утверждению, культура России в конце XIX века проходила стадию, которую Западная Европа прошла в эпоху Возрождения (наиболее актуальна эта идея была, с его точки зрения, в Северной Европе). Тогда отстаиваемое интеллектуалами право на индивидуальное отношение к Богу проявило и обратную сторону в виде «отказе от соборности», который в свою очередь сформировал у них ощущение «покинутости личности перед миром и перед неизбежным концом». Не случайно в романе Фёдора Достоевского «Идиот» описывалось лицо Христа на картине «Тело мёртвого Христа в гробу» Ганса Гольбейна Младшего, копия с которого висела в доме Парфёна Рогожина: «тело его, стало быть, подчинено на кресте законам природы… На картине это лицо… разбито ударами, вспухшее, со страшными, окровавленными синяками, глаза открыты, зрачки скосились… белки блещут каким-то мертвенным, стеклянным отблеском».

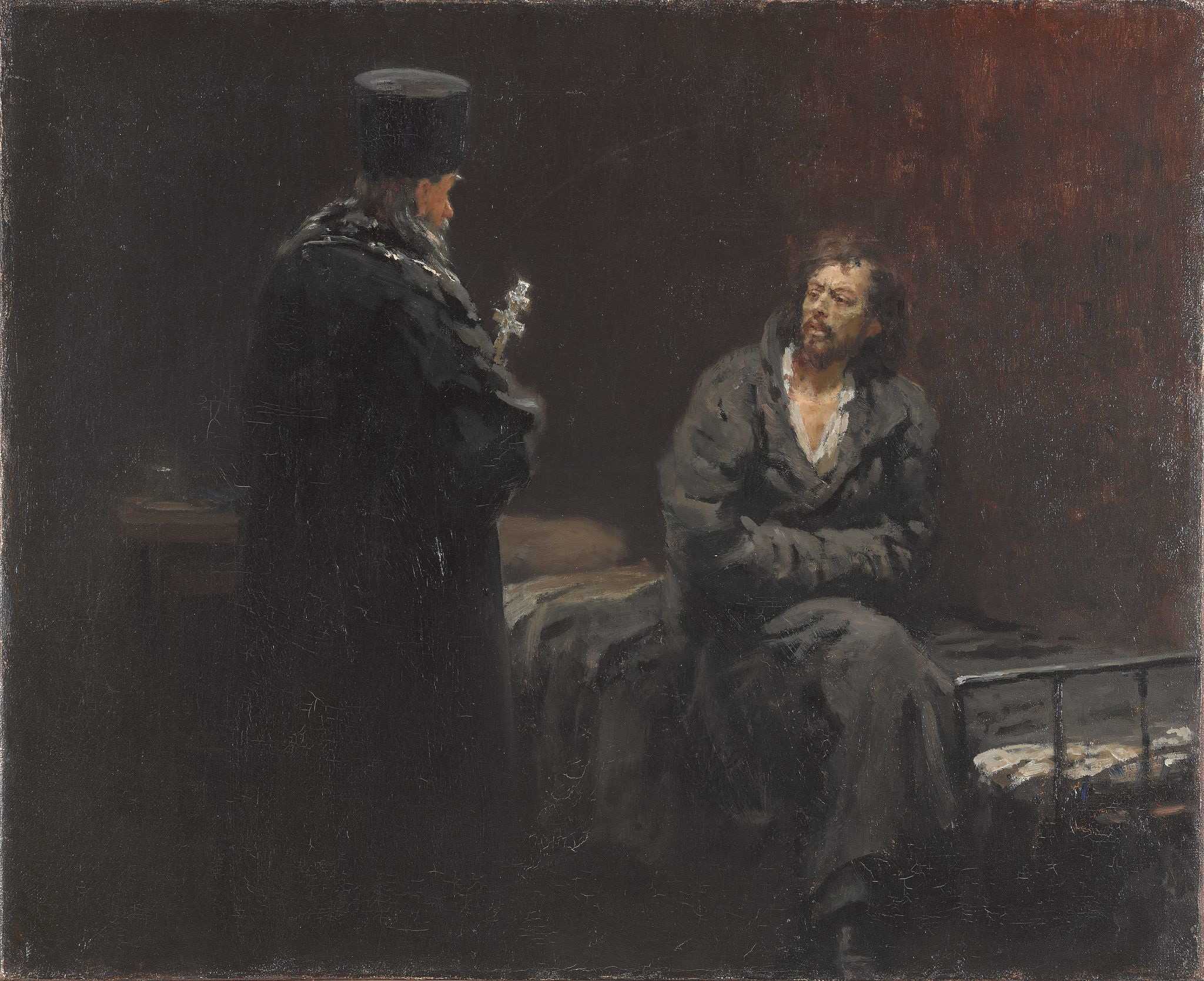
Илья Репин. Отказ от исповеди (или Перед исповедью), между 1879 и 1885

Называл Поспелов и отличие в понимании смерти двух веков — в XIX веке смерть представала перед людьми не природным феноменом, а трагическим кризисом в душевном развитии. Живописцев XVI века не интересовали переживания жертв и палачей, а в XIX внимание художников переключалось в область психологии, у них возникло острое желание «подслушать и вырвать у умирающего последнюю тайну человеческого страдания». В качестве примеров Поспелов привёл полотна Ильи Репина «Одиночное заключение», «Отказ от исповеди», «Иван Грозный и сын его Иван 16 ноября 1581 года», «Николай Мирликийский избавляет от смерти трёх невинно осуждённых», «Не ждали». «Репина как муху на мёд тянуло заглянуть за край человеческой муки, где эта мука, как у раздавленного предчувствием гибели Ипполита, переходила уже границы пристойного», — писал доктор искусствоведения. Он считал, что дело не ограничивалось только изобразительным искусством и эту же тему можно увидеть в «Смерти Ивана Ильича» Льва Толстого и услышать в Шестой симфонии Петра Чайковского.
Глеб Поспелов считал, что «Распятия» Ге — 1892 и 1894 годов — являются самыми «жёсткими» образами смерти человека, и утверждал, что слова князя Мышкина «от этой картины у иного ещё вера может пропасть» можно с полным основанием отнести к этим картинам, особенно к картине из Музея Орсе. Ге изобразил человека высокой нравственности, но «не оставил ему в момент смерти ни проблеска света». Обе картины словно говорят: «кем бы ты ни был, прибитый гвоздями к кресту, ты будешь одинаково выть и корчиться, околевая в судорогах, как раздавленное колесом животное». Поспелов отмечал, что самые близкие люди ожидали от художника примирения со смертью Христа, основанного на величии его подвига и на преодолении её воскресением. Даже Лев Толстой в одном из писем к Ге писал о готовности «радоваться» его будущей картине и «умиляться» ею. Картина же вызывает протест и готовность к бунту. По мнению искусствоведа, поздние «Распятия» — «трагедии без катарсиса». В словах художника «Я сотрясу… их мозги страданиями Христа, я заставлю их рыдать, а не умиляться» Поспелов видел ответ на реплику Толстого.
Поспелов отмечал, что обычно живописец предъявляет зрительской аудитории «готовое полотно», скрывая от неё предшествующие фазы его создания, Николай Ге, напротив, делал акцент на процессе изготовления — эскизах. Именно поэтому художник демонстрировал на хуторе Ивановский саму картину, пересылал Льву Толстому и Третьякову наброски и фотографии полотна (в чём Поспелов увидел важность для живописца не изображения на завершённой картине, а самой заложенной в ней идеи), рассказывал о своих замыслах при личном общении, делился возникающими проблемами в письмах. Например, то, что Христос на кресте кричал не меньше, чем разбойники, которым перебивали колени, он готов был рассказать каждому посетителю своей мастерской. Искусствовед отмечал, что художник в своих поздних полотнах использовал «эскизную манеру», сближающую оконченные картины с эскизами к ним, но «манера» выполняла иную функцию. В эскизах Николай Ге пытался схватить идею, едва мелькнувшую в его сознании, а «эскизная манера» должна была превратить зрителя в непосредственного участника события и вызвать в его душе глубокое потрясение.

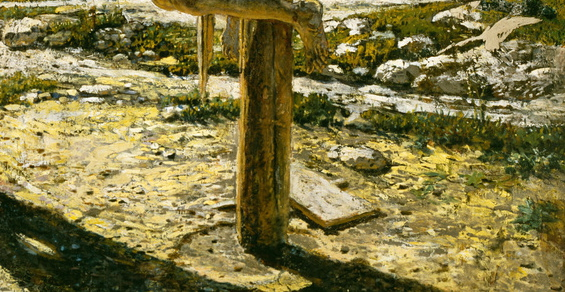
Николай Ге. Распятие, 1892. «Лунный пейзаж»

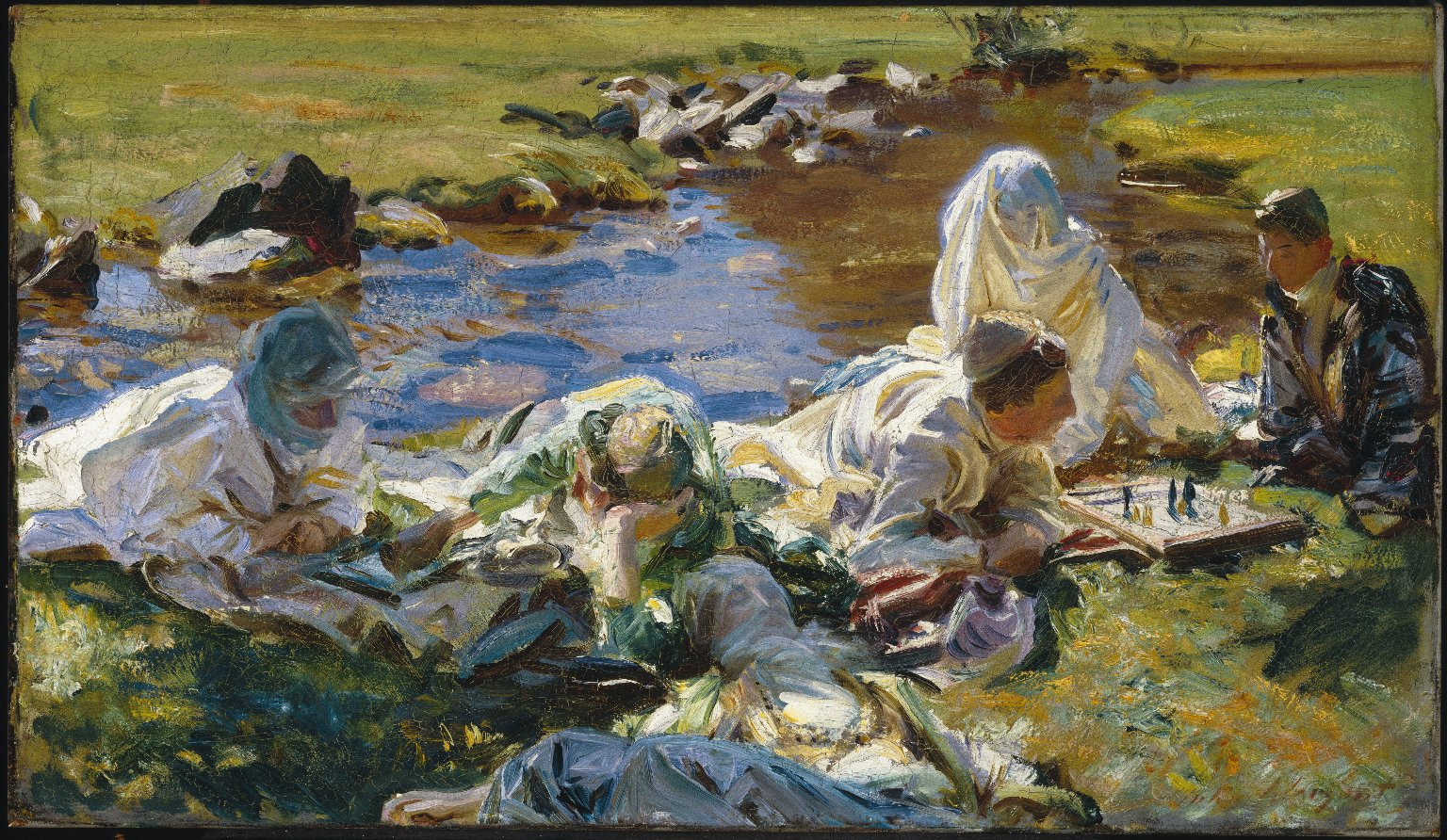
Джон Сингер Сарджент. Сладкое безделье, 1907

Поспелов так объяснял связь эскизной манеры и сопричастности зрителя к страданиям персонажей своих картин: «Когда мы присутствуем при чём-то, что по-настоящему нас волнует, мы воспринимаем то, что мы видим, или в обобщённых массах, или, наоборот, во врезающихся подробностях. Наше восприятие клочковато, в особенности фиксируя вспышки света или внезапно находящие тени». Образный мир картин 1892 и 1894 года Поспелов характеризовал как выражение «эстетики художественного эксцесса». Воспринимать мир в полном виде человек в состоянии, когда его состояние «спокойно и ясно», как это происходит на картинах импрессионистов. На последних картинах Ге присутствуют тревога, боль и «выжигающие» краски, что меняет восприятие мира зрителем. «Мир в „Распятии“ 1892 года стоит как обкраденный, лишённый какой-либо естественной жизни и ничем не привязывающий к себе умирающих. Мы сталкиваемся здесь не столько с „пейзажем при лунном свете“, сколько, скорее, с „лунным пейзажем“, на котором не прорастёт ни травинки», — писал Поспелов. В качестве вывода своей статьи о картине 1892 года искусствовед отмечал, что сильной стороной последних произведений художника была «не столько живопись, сколько психологическая экспрессия человеческих лиц в экстремальные моменты их жизни».
Современный российский искусствовед Татьяна Карпова в статье для каталога выставки «Русское искусство второй половины XIX века: в поисках идентичности» в Музее Орсе 2005 года писала о полотне 1892 года: «Завершающая цикл картина „Распятие“ (кат. 198) — произведение огромной силы, написанное очень смело, вдохновенно и болезненно». Дальше она, однако, ошибочно утверждала, что именно эту картину (фр. En 1894, Gay l’apporta à Saint-Pétersbourg, Tretiakov le vit. Pavel Mikhaïlovitch ne l’acheta pas, en bavardant avec le peintre, il le qualifia de «non artistique»), а не полотно «Распятие» из собрания Беатрис де Ватвиль 1894 года, местонахождение которого в настоящее время неизвестно, Николай Ге неудачно пытался представить в 1894 году на XXII выставке передвижников в Санкт-Петербурге, и именно этот вариант критически оценил меценат и коллекционер Павел Третьяков.
В другой своей статье «Искусство „живой формы“» (2011) Татьяна Карпова назвала «Распятие» 1892 года «вещью потрясающей силы, потрясающей экспрессии пластики и цвета, написанной очень смело, вдохновенно, широкой кистью». Искусствовед, однако, признавалась, что на полотно больно смотреть, так как оно производит «физическое ощущение пронзительной боли». Цвет на картине Карпова сравнила с криком. Он «лимонно-жёлтый и белый в сочетании с синим и чёрным», он ослепителен и нестерпим. Карпова считала, что художник творчески переработал открытия Куинджи, который усиливал контрасты света и тени на своих пейзажах. Фон представляет собой мрак: «Мир обречён на умирание, если в нём возможна казнь невиновного учителя добра». Пейзаж безжизненен и космичен. Татьяна Карпова считала свет и цвет на полотне Николая Ге символичными, даже мелкие фрагменты реального мира на полотне превратились в «образы-символы». Волосы Христа, опутывающие гвозди, искусствовед воспринимала как терновый венец.
Свой анализ полотна «Распятие» 1892 года Карпова завершала словами: «„Распятие“ — рвущийся вопрос, поток вопросов: почему пострадал невиновный, почему Бог не спас своего сына, почему люди равнодушны к страданиям ближнего, как человеку примириться с фактом смерти? Это — полотно-воззвание, картина-предупреждение. Здесь он выложился полностью, отдал работе все свои чувства и мысли. Яростная творческая самоотдача так зарядила холст энергией, что теперь он излучает её, властно притягивая каждого, кто попадает в его поле». Искусствовед, однако, предостерегала от восприятия позднего творчества художника как пессимистичного. В противоположности экспрессивной и импульсной живописи Страстного цикла его портреты этого времени были гораздо более традиционны и исполнены веры в человека.

### В европейском искусствознании
Выставке 1993 года, представившей широкой аудитории картины 1893 года (в неё организаторы включили и картину «Распятие» 1892 года), доктор философии, преподаватель Гёттингенского университета имени Георга Августа Вернер Шнелль посвятил статью в журнале «Kunstchronik». В ней он отнёс к наиболее ярким полотнам, использовавшим открытия импрессионизма, которые выразились в желании изобразить непосредственность повседневной жизни с помощью яркой палитры и спонтанного нанесения красок, наряду с картинами Шарля Котте и Хоакина Соролья-и-Бастиды, Джеймса Гатри, Макса Либермана и Педера Северина Кройера и «Распятие» Николая Ге. Шнелль отмечал, что из-за своего большого размера во время выставки оно было оставлено в постоянной экспозиции Музея Орсе. Немецкий искусствовед считал, что изобразительные средства художника — продолжателя импрессионизма, в число которых он занёс и русского живописца, зависят от страны его происхождения. «Художники от Лондона до Мадрида, от Берлина до Скагена не строго имитировали, а видоизменяли различными способами [импрессионизм]», — писал Вернер Шнелль.

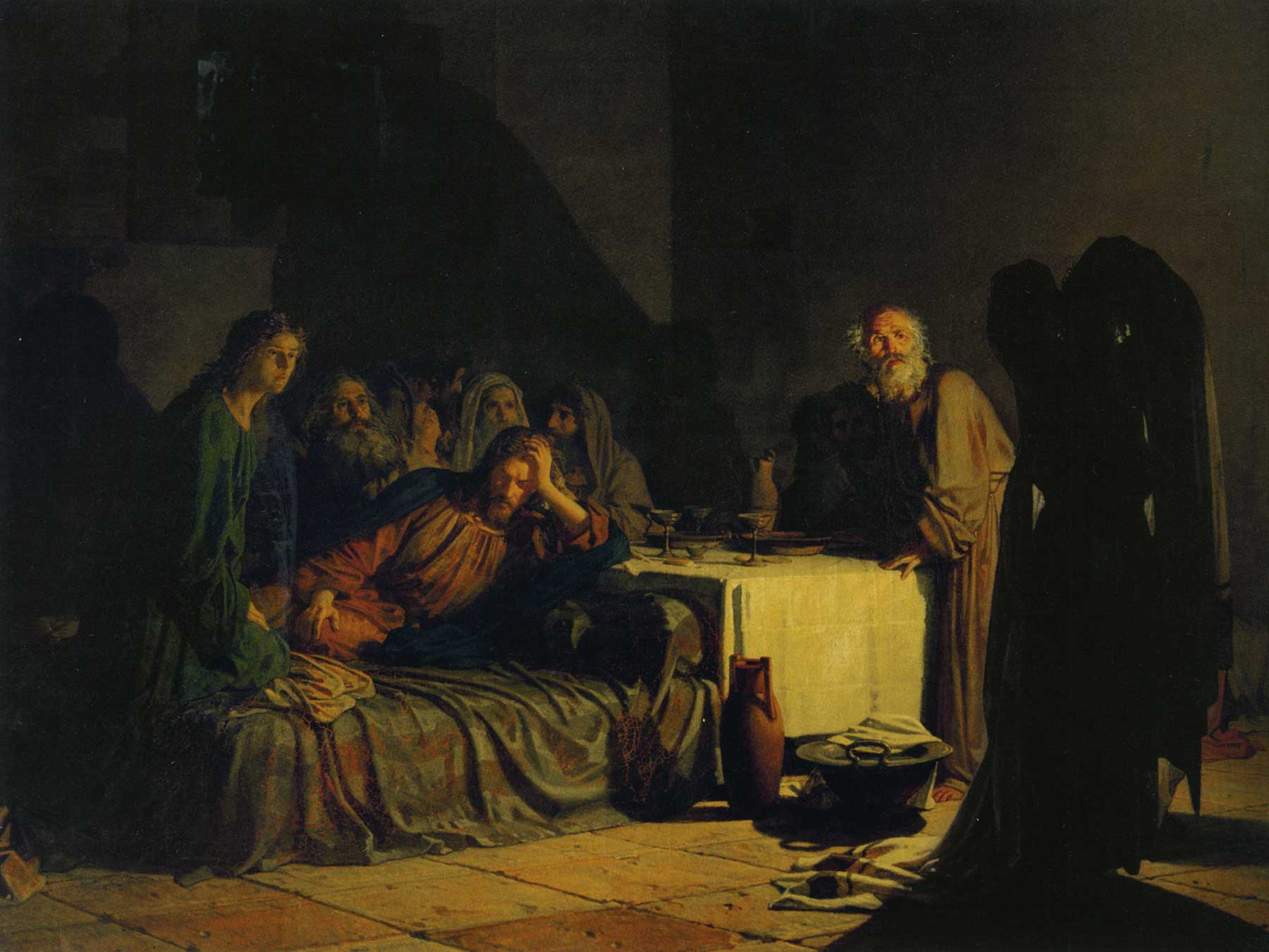
Николай Ге. Тайная вечеря, 1863

Искусствовед Мари Авриль противопоставила друг другу два полотна Николая Ге. В «Тайной вечере» (1863, Государственный Русский музей, инв. Ж-4141) Христос уже потерял свою божественную природу, поэтому у зрителя создаётся впечатление присутствия на тайном политическом собрании. «Всё в картине ещё проникнуто трезвым и приглушенным эстетизмом», — писала она, однако, о «Тайной вечере». «Распятие» же 1892 года, по утверждению Мари Авриль, «решительно безобразно». Пейзаж ярко освещён Луной, земля сернистого и зеленоватого цвета, Христос находится в агонии и изображён в центре композиции, ноги его сильно согнуты в коленях, тело окрашено в серо-зелёные тона. Иисус в окружении двух разбойников. Плохой разбойник почти полностью скрыт краем картины, Благоразумный же бросает на Христа безумный и вопросительный взгляд. Ге, по мнению Авриль, хотел написать «говорящую» картину, и ему удалось «посредством патологической экзальтации» сделать свою картину настоящим криком боли. Для христианина, однако, натурализм, с которым нарисован Христос, не оставляет места ни святости, ни искуплению.
Французский искусствовед Кларисса Леканю в статье «Тело Христа в русской живописи XIX в.» (2005) писала, что силуэт уходящего человека на заднем плане «Распятие» создаёт у зрителя ощущение «странности и беспомощности», а нейтральный фон исключает локализацию происходящего во времени и пространстве. Она отмечала, что на картине 1892 года (в отличие от окончательного варианта полотна) тело Христа обладает ярко выраженной мускулатурой. Она подчёркнута контрастами светотени на его руках и ногах.
Научный сотрудник секции истории искусств на факультете философии и литературы Брюссельского свободного университета Жак де Лансберг в монографии «Искусство креста (тема распятия в истории искусства)», вышедшей в 2001 году, обратил внимание на ряд визуальных особенностей полотна. Христос на нём свернулся калачиком, тело его застыло, ноги согнуты и соединены. Они прибиты гвоздями по обе стороны от столба, а не друг на друга, как это обычно изображается. Христос поднял голову к небу, лицо его искажено болью. Крестное титло лежит на земле позади столба. Из двух разбойников, которые нависают над Христом (что, как отмечает Жак де Лансберг, является ересью с точки зрения иконографии), только Благоразумный разбойник смотрит на Иисуса. Цвета на полотне контрастны, мазки кисти брутальны. «Это принесённый в жертву Христос, Христос Толстого», — завершал свои размышления над картиной Жак де Лансберг.
Каталог французской выставки «Преступление и наказание» 2010 года сообщал, что сложившийся в XIX веке реалистический подход к изображению Распятия шокировал тех, кто был привержен традиционным изображениям, в частности «изысканным» фигурам икон. «Распятие» Ге было признано кощунственным из-за его «тривиального реализма» (как доказательство этой мысли анонимный автор статьи в каталоге ошибочно относил негативную реакцию Александра III на XXII выставке передвижников к картине из Музея Орсе). Медитация между человеческим и божественным (фр. méditation entre l’umain et le divin), между плотью и Словом — только она отражает конфликт между образом, спящим для вещи (фр. l’image qui se dorme pour la chose), и тем, что претендует быть её знаком

## Картина в культуре
Кандидат филологических наук Галина Данилова в учебнике «Искусство. Вечные образы искусства. Библия» (2018) для 6 класса средней общеобразовательной школы писала, что для Николая Ге тема «Распятия» стала символом страдания и жертвенности. Он сознательно отверг «сияющие краски» художников эпохи Возрождения. Целью художника стало сделать зрителя очевидцем страданий Христа и пробудить совесть современного человека. Именно поэтому он обратился к научным книгам по истории для обоснования нового прочтения всем известного сюжета. Данилова описала тяготы натурщиков, упомянула десятки отвергнутых вариантов, множество эскизов и этюдов. Пространство картины из Музея Орсе автор учебника охарактеризовала как «огромный каменный мешок, куда падают палящие лучи солнца». На картине же 1894 года Зло торжествует, но рядом пробуждается с отчаянным криком «новое человеческое начало». Раскаявшийся грешник на полотне — это обращение художника к зрителям с призывом пройти через страдание и духовное очищение. Смертная казнь здесь предстаёт как самое страшное преступление против человечности.
Интерес к картине 1892 года неоднократно проявляли крупные православные печатные издания и авторитетные церковные сайты. Журнал «Фома» опубликовал в 2016 году статью выпускницы факультета истории искусств Кейптаунского университета Инны Волошиной «Художник тихого ужаса. Во что верил Николай Ге?». Искусствовед поместила в статье репродукцию именно картины из Музея Орсе и даёт подробную характеристику полотну Ге «Распятие», не конкретизируя в тексте, имеет ли она в виду картину 1892 года, или окончательный вариант 1894 года (его в иллюстративном материале статьи нет). Волошина утверждала: «В… Распятии… патетика страданий достигает своего предела — боль, терзающая Божью плоть, его [Христа] измученное тело. Невозможно втиснуть этот предсмертный стон в „отлакированный“ язык академической живописи… „Распятие“ — это сплошной взлом, сплошное разрушение традиции… Здесь не размыкаются границы земного, ничего нет за пределами этой действительности — ни Воскресения, ни Царства Небесного, есть только мучительное неизбежное человеческое умирание, есть агония страдальца — лихорадочная, предсмертная».
Выпускница факультета теории и истории изобразительного искусства Московского художественного института имени В. И. Сурикова Оксана Головко — автор статьи на сайте «Правмир» (ранее — «Православие и мир») «10 картин Николая Ге, которые стоит увидеть». Среди анализируемых в статье картин присутствует и «Распятие» 1892 года